# St. Andreas (Köln)

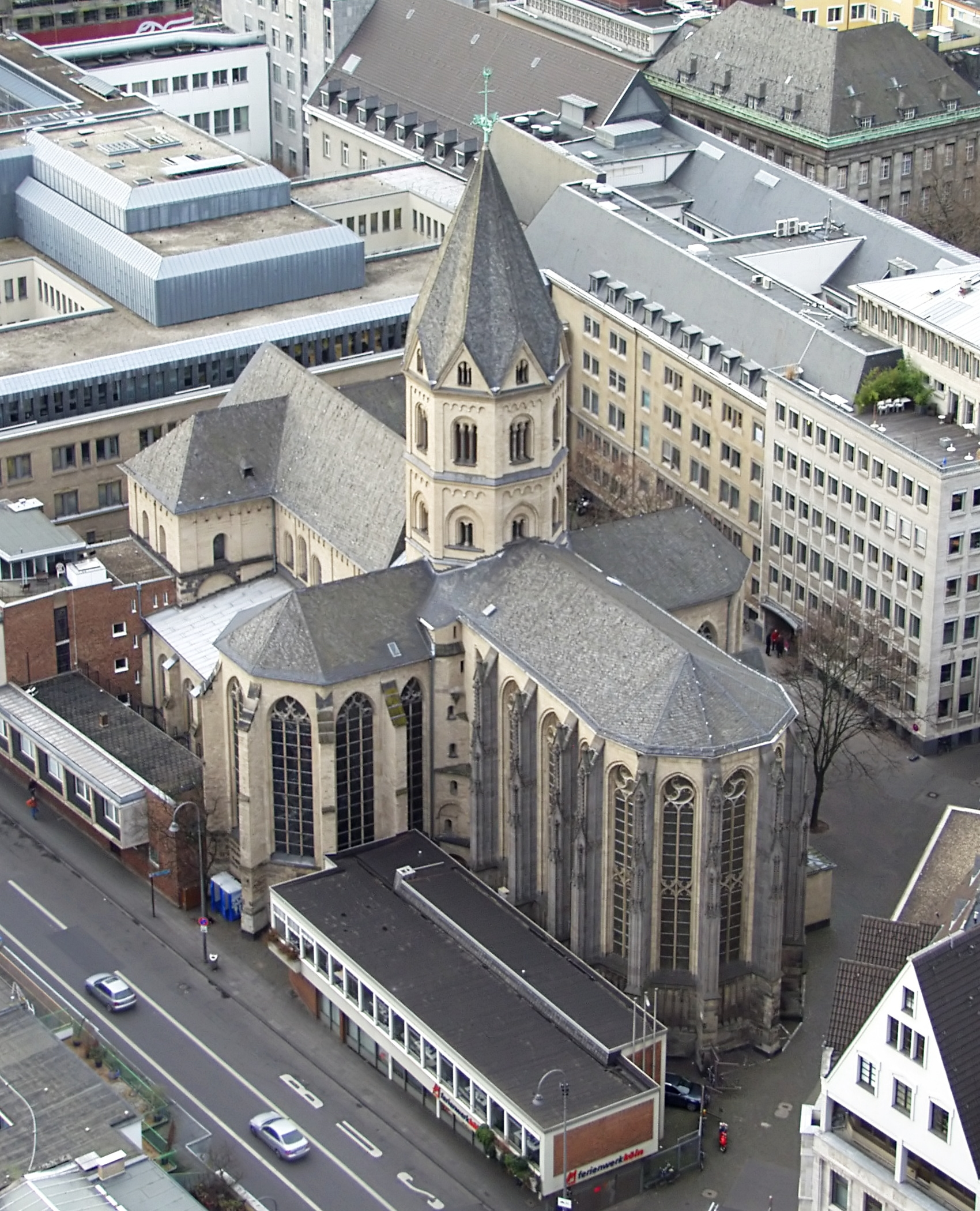
St. Andreas in Köln (2008)

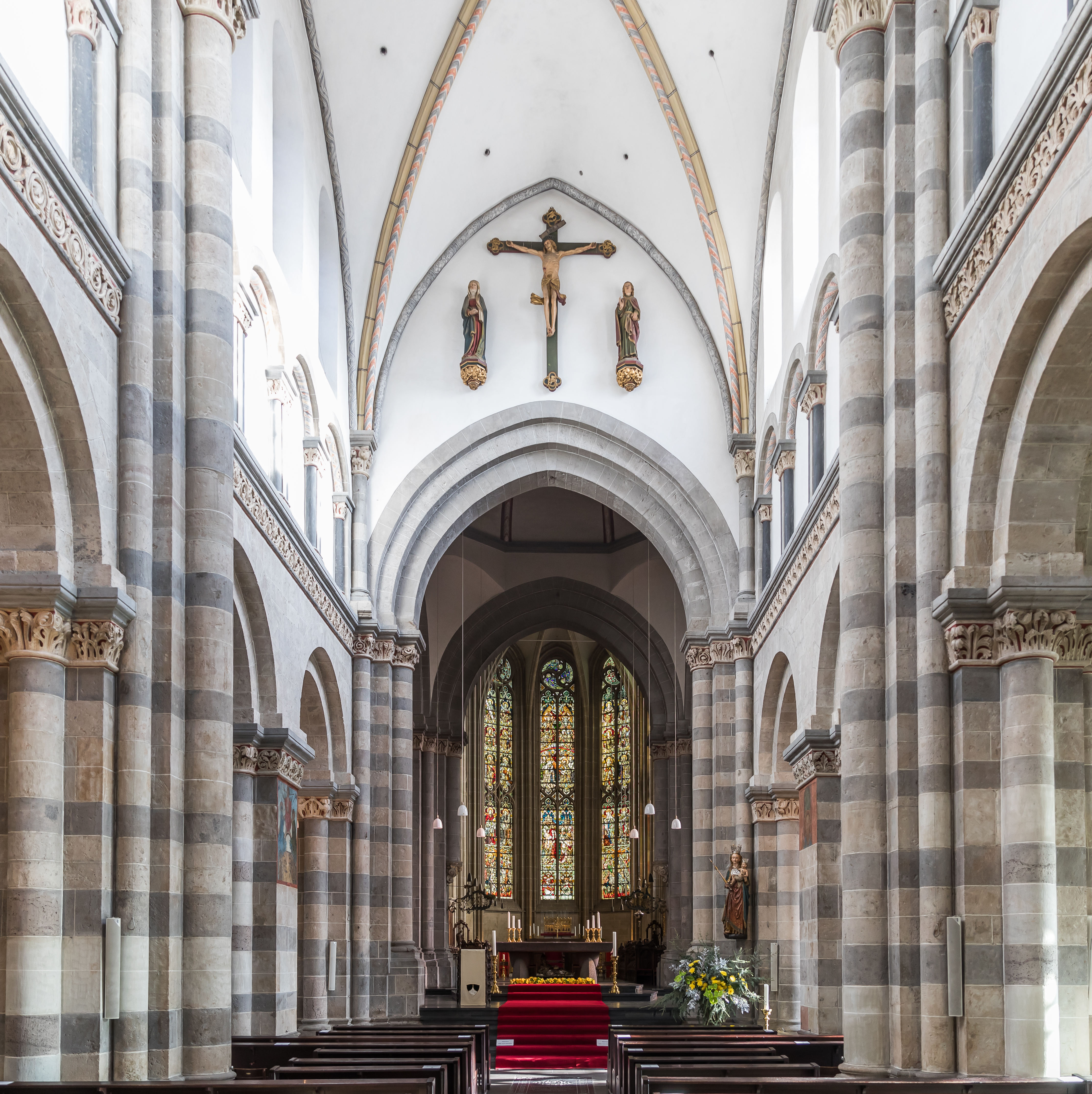
Innenansicht (2020)

Die Basilika St. Andreas ist eine der zwölf großen romanischen Kirchen in Köln. Sie befindet sich im Stadtteil Altstadt-Nord und ist wenige Gehminuten vom Dom entfernt. Seit 1. Januar 2010 ist St. Andreas keine Pfarrkirche mehr, sondern Filialkirche der katholischen Kirchengemeinde St. Aposteln.

## Geschichte

### Baugeschichte

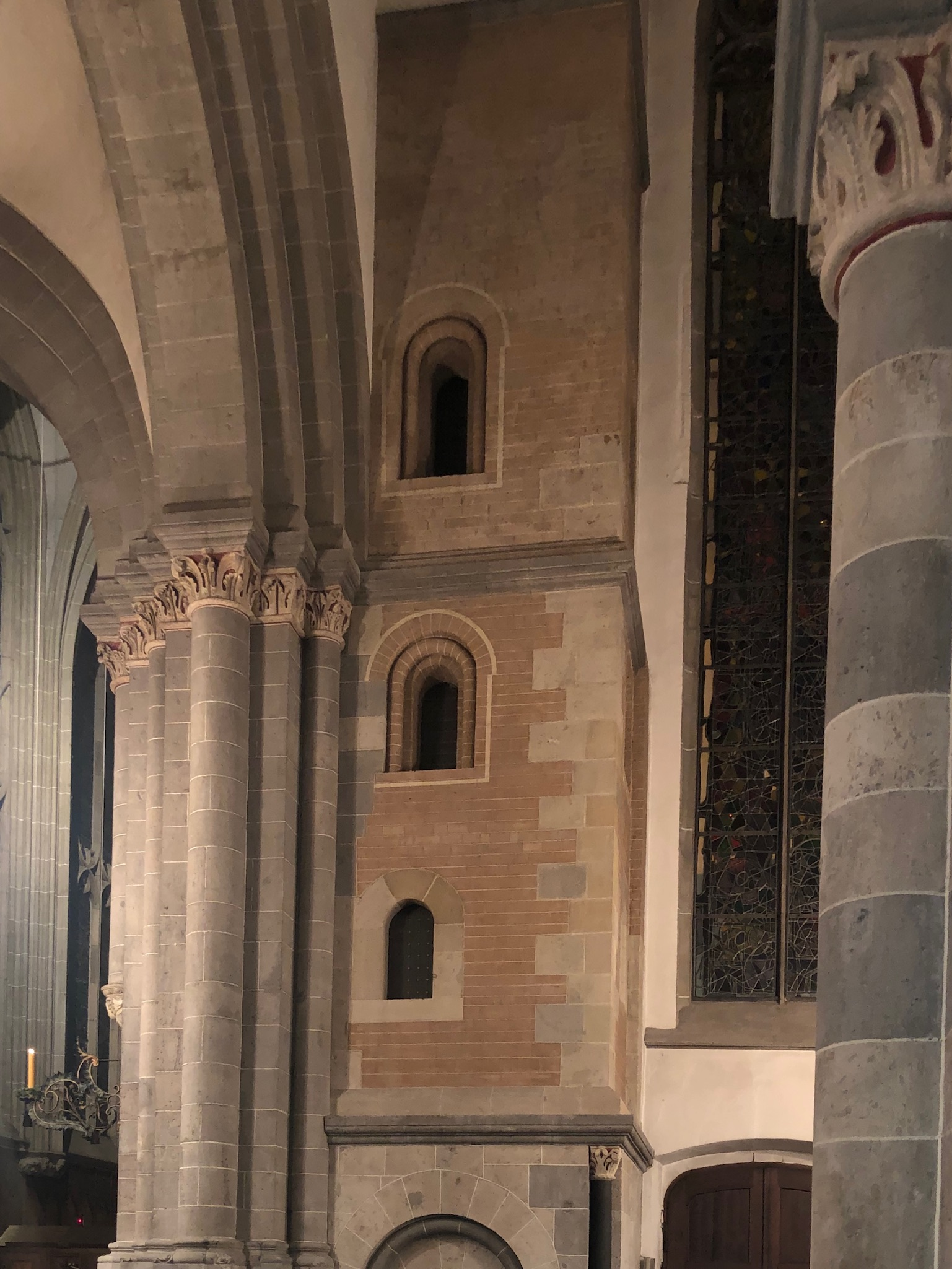
Treppenturm zum Vierungsturm (2019)

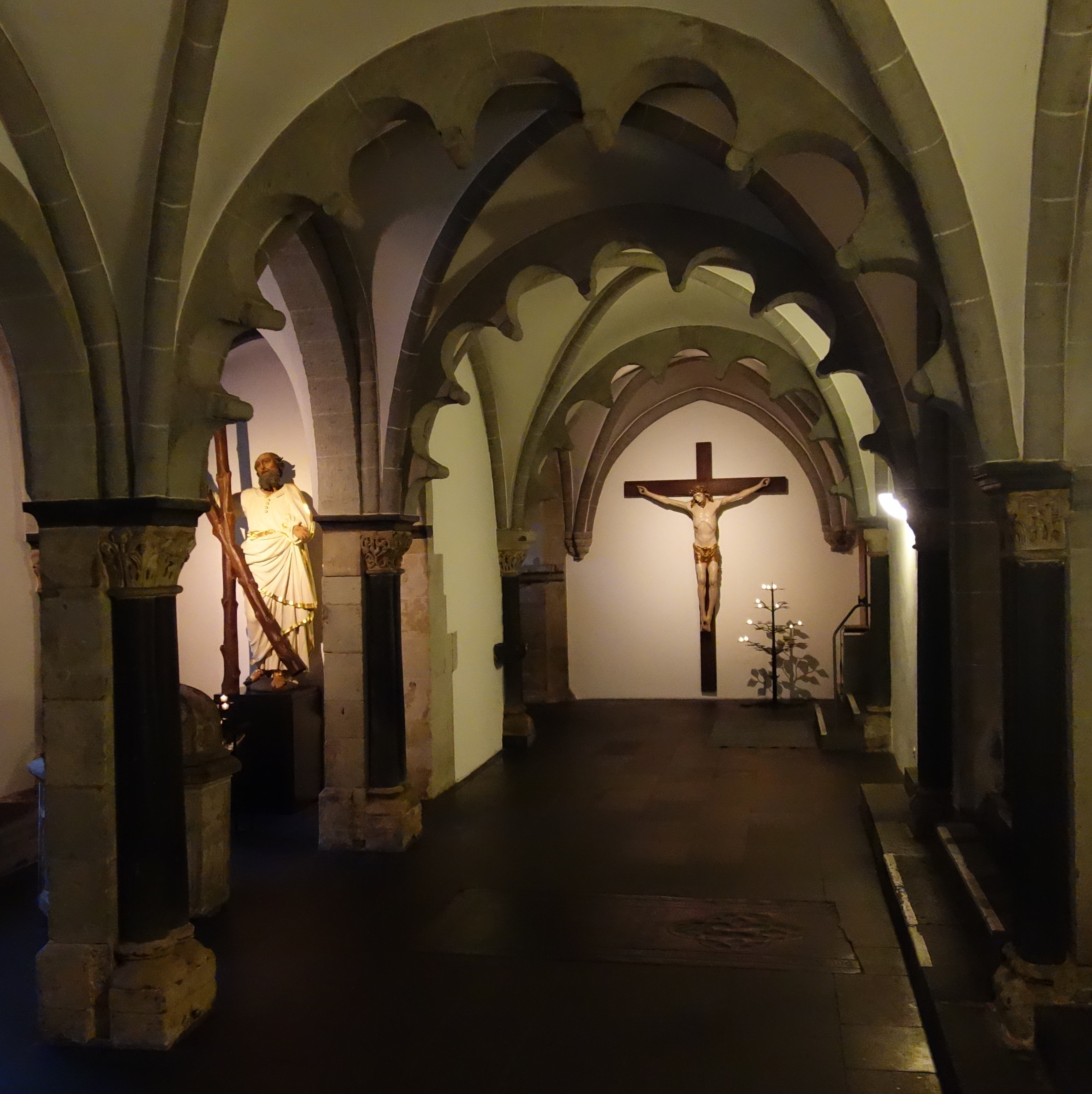
Eingangshalle mit Kruzifix und Andreasstatue

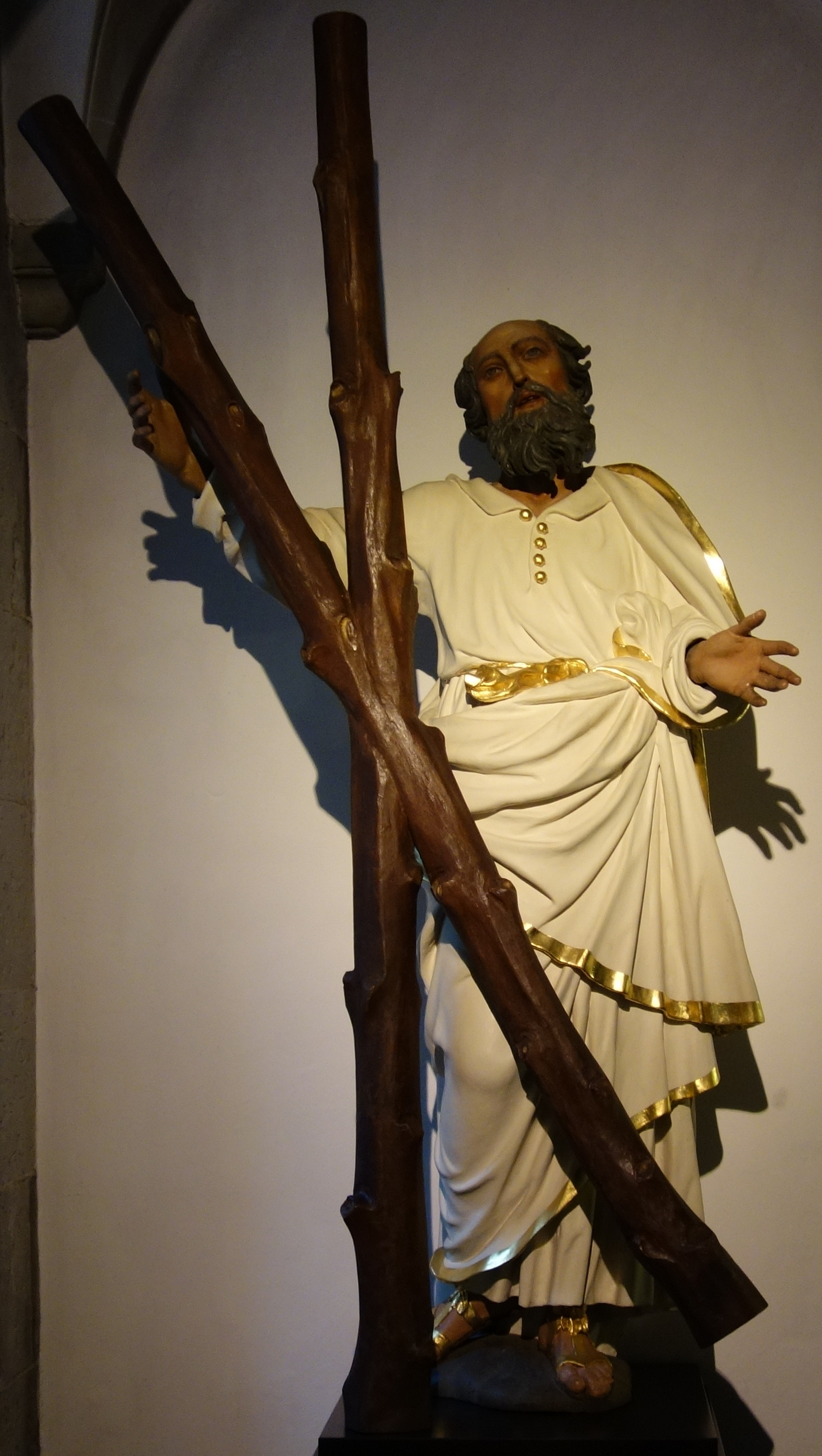
Andreasstatue aus dem 18. Jahrhundert in einer Nische der Eingangshalle

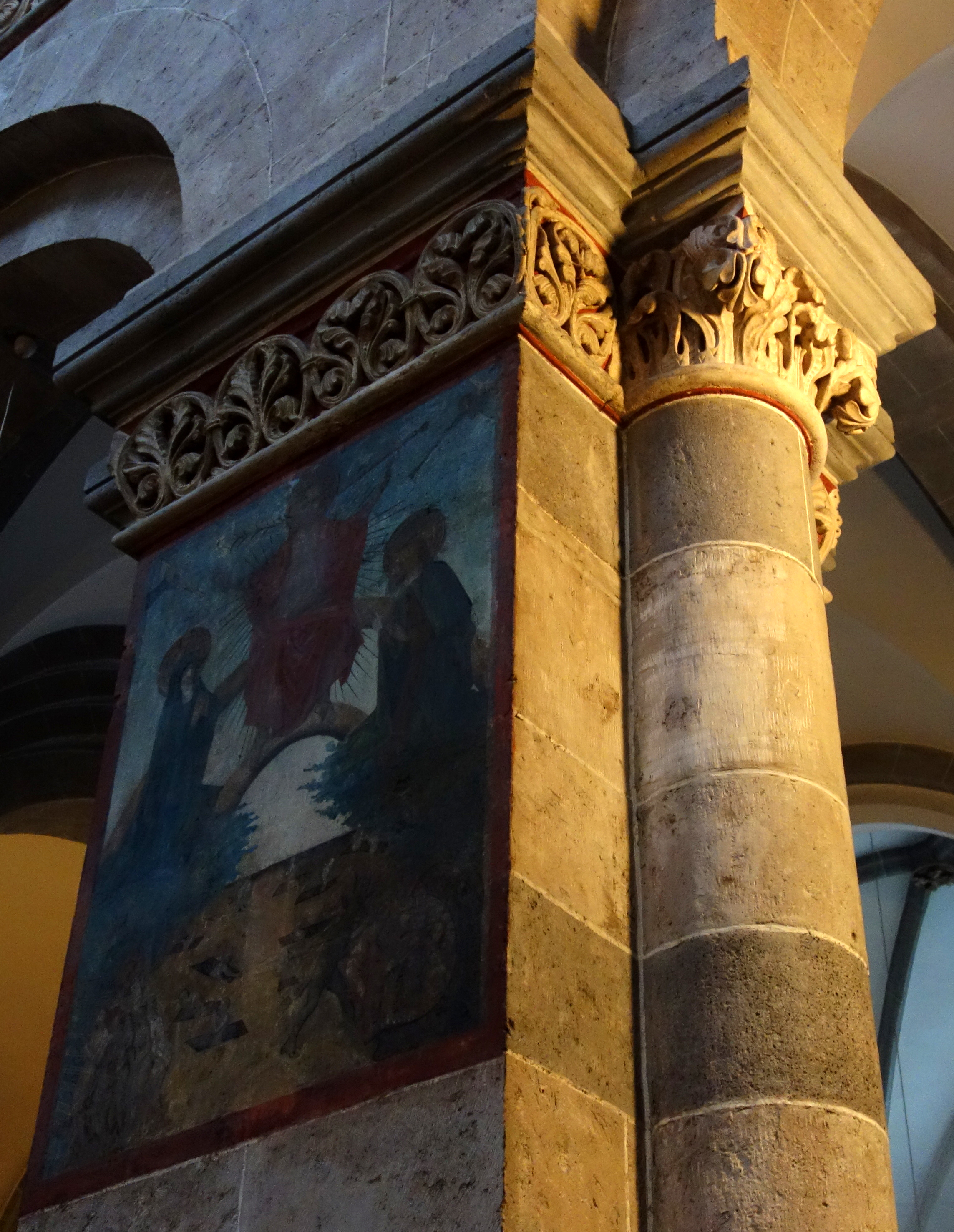
Pfeilermalerei und verzierte Kapitelle (2021)

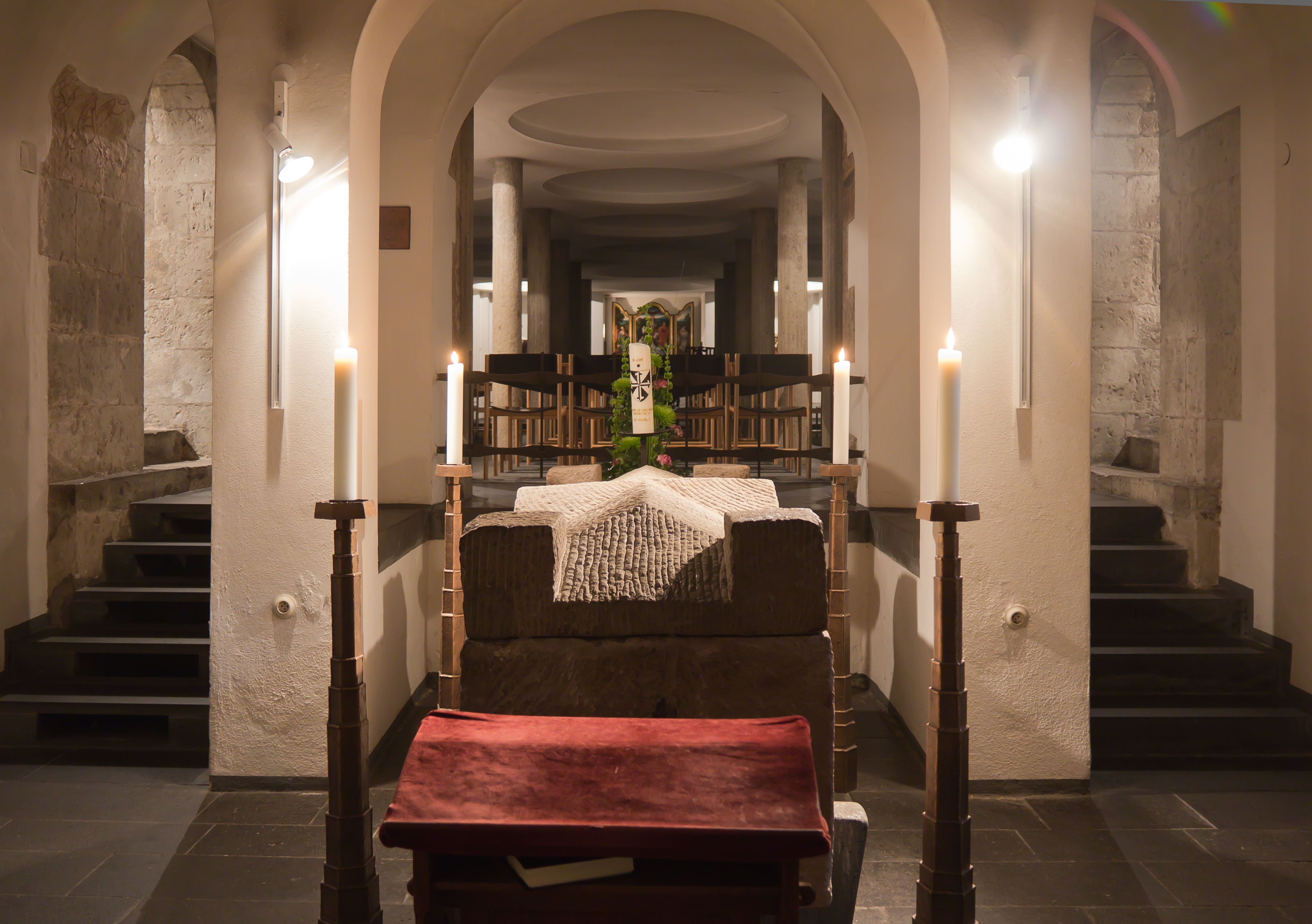
Römischer Sarkophag mit den Gebeinen von Albertus Magnus in der Krypta der Kirche (2011)

St. Andreas ist eine dreischiffige Pfeilerbasilika, die romanische wie gotische Elemente enthält. Der Standort von St. Andreas geht vermutlich auf eine frühchristliche Kapelle mit dem Namen St. Matthaeus in fossa (St. Matthäus am Graben) zurück.
Historische Dokumente belegen in der zweiten Hälfte des 10. Jahrhunderts die Gründung eines dem hl. Andreas gewidmeten Chorherrenstifts; das von Erzbischof Bruno initiierte frühromanische Kirchengebäude mit Krypta wurde von Erzbischof Gero im Jahr 974 auf St. Andreas als Schutzpatron geweiht. Erst den größeren Neu- oder Erweiterungsbau des 11. Jahrhunderts kennen wir, teils ist er in die bestehende staufische Kirche einbezogen.
In den Westteilen der heutigen Kirche sind wesentliche Teile des spätromanischen, staufischen Neubaus aus dem 12. und 13. Jahrhundert erhalten; im 14. Jahrhundert wurden an die Seitenschiffe des Langhauses gotische Kapellen angefügt. Ein Jahrhundert später wurden der romanische Ostchor und die Krypta (Link führt u. a. zum Bild derselben) zu Gunsten einer gotischen Chorhalle – nach dem Vorbild der Aachener Chorhalle errichtet – abgerissen. Der Umbau des nördlichen Querarms folgte um 1470/80, während der südliche Querarm 1492 zur Gänze in spätgotischer Form neu errichtet wurde. Signifikant ist der romanische Vierungsturm mit seinem Faltdach. Aus dem salischen Bau stammen noch die zwei Treppentürme zum Vierungsturm, die im Laufe der Umbauten im Mittelalter mit ihren Außenfassaden nach innen gerückt sind.
1802 erfolgte die Säkularisation des Stiftes. Vor dem Abbruch der benachbarten Kölner Dominikanerkirche wurden Gebeine des Albertus Magnus (1200–1280) und bedeutende Ausstattungsstücke in die Andreaskirche, die Pfarrkirche wurde, überführt. Dorthin gelangt infolge der Säkularisation der Machabäerkirche (Kirche des ehemaligen Benediktinerklosters) auch der spätmittelalterliche Schrein mit den Reliquien der Makkabäer.
Im Laufe des 19. Jahrhunderts erfolgte der Abbruch der Stiftsgebäude und die Wiederherstellung der Kirche mit neuromanischen Korrekturen. Die beiden Architekten Heinrich Nagelschmidt und Julius Raschdorff erarbeiteten das historische Konzept und leiteten die Restaurierung. Der Kreuzgang im Westen der Kirche wurde 1843 bis auf den Ostflügel, die heutige Eingangshalle, abgerissen. Die Chorscheitelfenster wurden ab 1899 von der bekannten Kölner Glasmalereiwerkstätte Schneiders & Schmolz erneuert.
Die Schäden des Zweiten Weltkrieges wurden bis 1947 weitgehend behoben. In den 1950er Jahren erfolgte die Wiederherstellung des Äußeren einschließlich des Falthelms auf dem Turm. Wie durch ein Wunder waren trotz der Zerstörungen während des Krieges die wertvollen mittelalterlichen Wandmalereien in den Kapellen der Seitenschiffe erhalten geblieben.
1953 bis 1955 wurde durch Karl Band die Krypta des 11. Jahrhunderts unter dem Ostchor in Teilen freigelegt, modern ausgebaut und erweitert durch eine Grabkapelle für den Theologen, Kirchenlehrer und Naturwissenschaftler Albertus Magnus, dessen Gebeine seit dem 25. November 1954 dort in einem römischen Sarkophag ruhen.
Von 1992 bis 1997 erfolgte eine umfassende Innen- und Außenrestaurierung. Von 2005 bis 2010 schuf Markus Lüpertz einen farbenfrohen, zwölfteiligen Glasmalereizyklus in den gotischen Fenstern des Nord- und des Südquerarms (näheres weiter unten, ein Beispiel in der Galerie). Insgesamt sind 23 Fenster im Quer- und Längsschiff geplant. Im Chor haben die historischen Fenster von 1899 und 1917/18 den Zweiten Weltkrieg überstanden. Die Lüpertzfenster sollen die Notverglasungen nach dem Krieg ersetzen.

### Dominikaner
1947 übertrug Erzbischof Joseph Frings den Dominikanern die Seelsorge an St. Andreas. 1957 stellte das Erzbistum Köln den Dominikanern die Kirche als Klosterkirche zur Verfügung. Am 700. Todestag des heiligen Albertus Magnus (15. November 1980) besuchte Papst Johannes Paul II. das Grab des Heiligen.

### Ritterorden vom Heiligen Grab
Seit der Gründung der deutschen Statthalterei des Ritterordens vom Heiligen Grab zu Jerusalem am 8. Dezember 1933 ist St. Andreas die Ordenskirche des Päpstlichen Laienordens. An den Herz-Jesu-Freitagen versammeln sich die Mitglieder der Kölner Komturei Heilige Drei Könige zur Heiligen Messe in ihrer Ordenskirche St. Andreas.

## Ausstattung

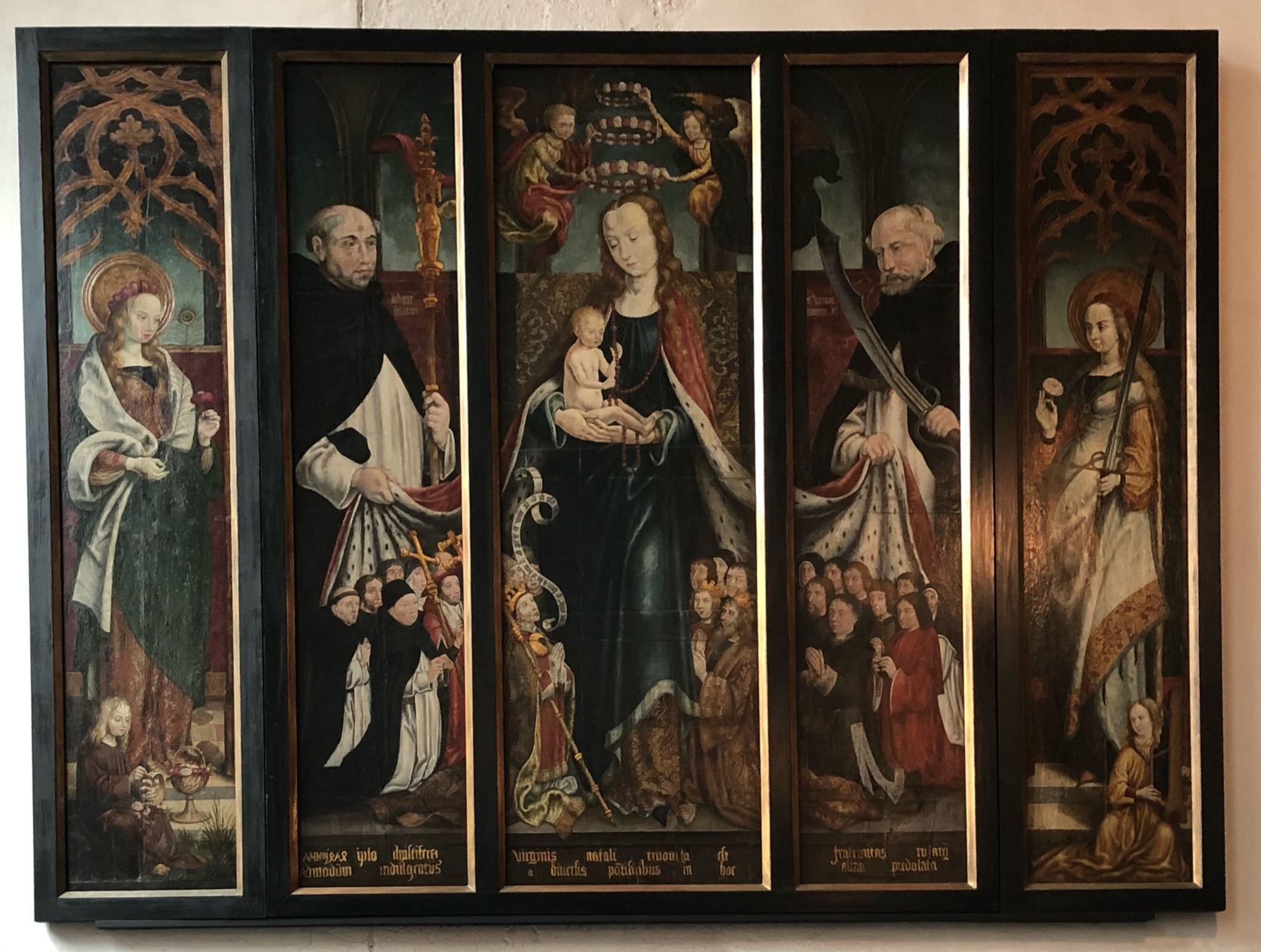
Retabel: Schutzmantelmadonna (2019)

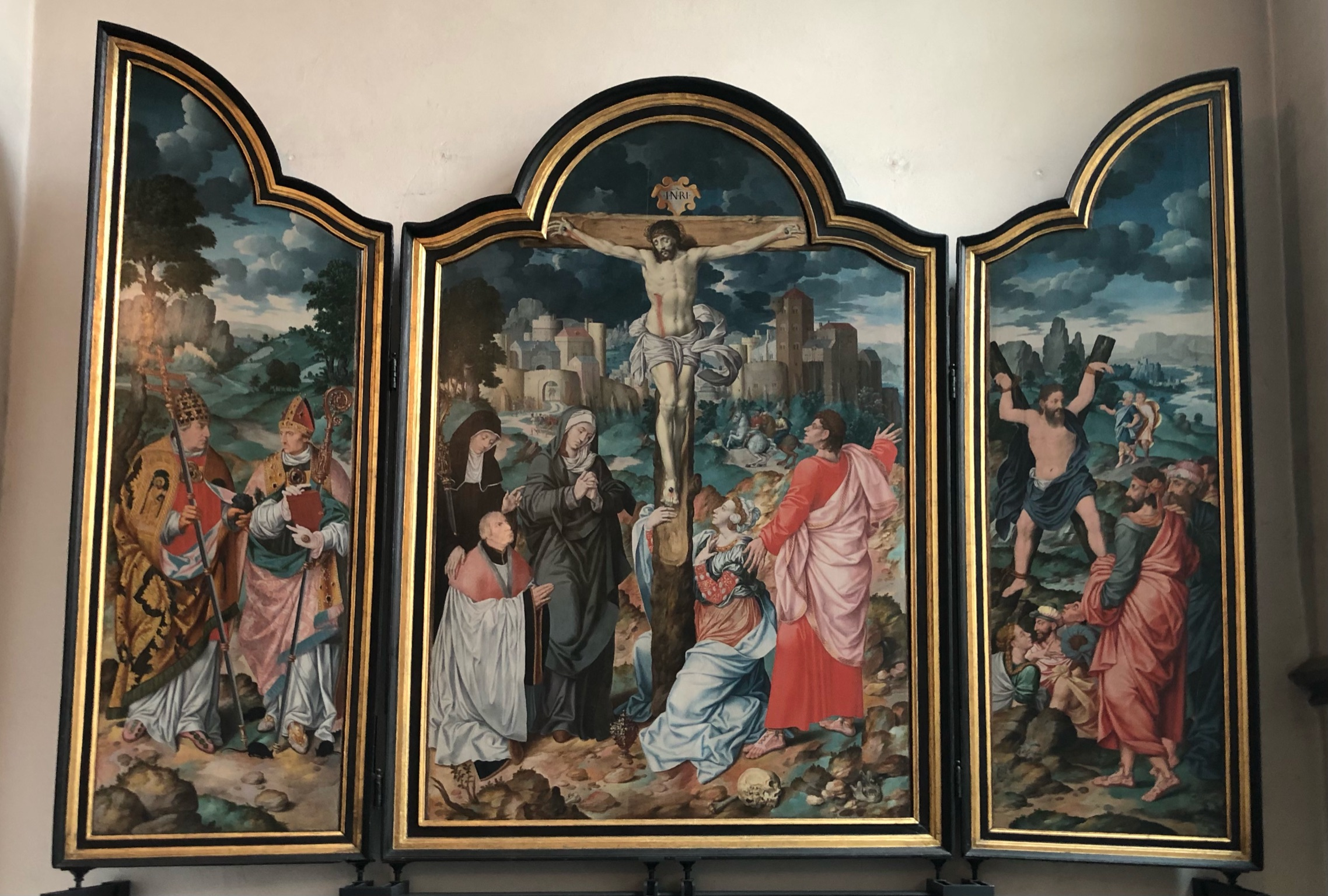
Triptychon von Bartholomäus Bryn d. Ä.

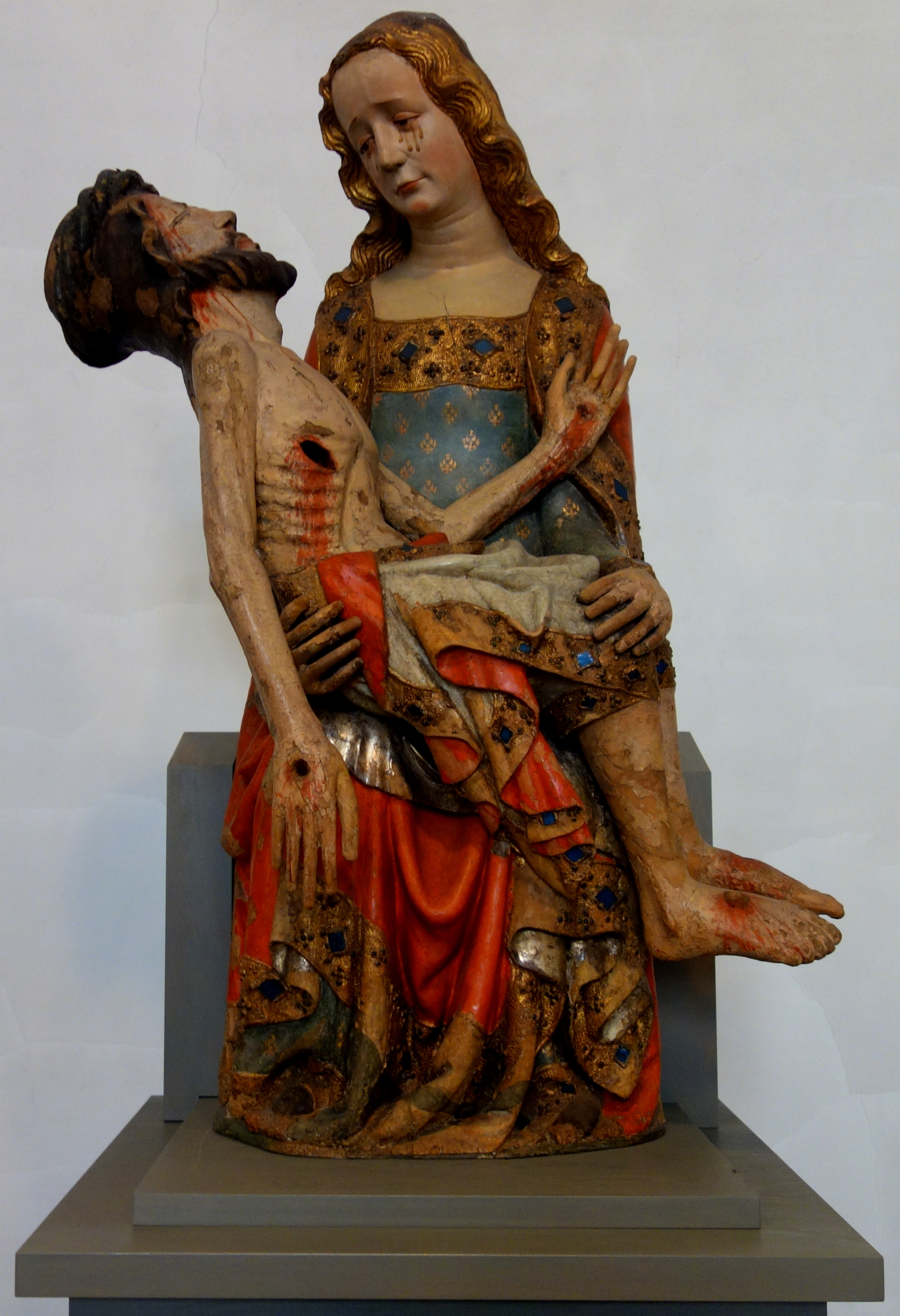
Pieta im Marienchor (Ende des 14. Jahrhunderts)

Aus dem Mittelalter sind noch die Skulpturen des hl. Christophorus und die des Erzengels Michael vor der Westempore von Meister Tilman und mehrere erhaltene Wandmalereien. 
Der spätgotische Apostelschrein auf dem Hochaltar, der aus der Johanniskirche in Niederlahnstein stammt, hat die gewohnte Form einer gotischen Kapelle. Die Temperamalereien zeigen unter anderen die Heiligen Bischöfe Martin und Dionysius, für deren Gebeine der Schrein ursprünglich angefertigt wurde. Von 1859 bis 1954 enthielt er die Reliquien des Albertus Magnus. Seit 1954 beherbergt der Schrein die Armreliquie des Apostels Andreas, dem die Kirche geweiht ist. Im Chor der Kirche steht bis heute das Chorgestühl aus der Zeit um 1430.
Zudem sind Fresken aus dem späten Mittelalter und eine Pieta aus dem späten 14. Jahrhundert im Nordquerarm erhalten. Maria ist hier eher jung dargestellt in einem Gewand mit kostbar verzierten Säumen. 
Sehenswert ist die Altartafel der Rosenkranzbruderschaft (auch Madonna mit dem Mantel oder Schutzmantelmadonna) des Meisters von St. Severin aus dem frühen 16. Jahrhundert. Unter dem Mantel Mariens, den die beiden Dominikanerheiligen Dominikus und Petrus von Mailand halten, knien unter anderem Papst Sixtus IV., Jakob Sprenger, Kaiser Friedrich III. und sein Sohn Maximilian. Das Jesuskind spielt mit dem Rosenkranz aus Korallenperlen. Die äußeren Tafeln zeigen die hll. Dorothea und Cäcilia. Ebenfalls in der westlichen Kapelle der Südseite steht ein Triptychon von Bartholomäus Bryn dem Älteren. Auf der Mitteltafel die Kreuzigung Christi mit Maria, Johannes, Magdalena und dem knienden Auftraggeber, der Stiftsdechant Hermann Keutenbreuer. Hinter ihm eine Äbtissin, wohl die hl. Odilia, die der Stifter wegen seines Augenleidens um Fürsprache bat. Auf dem linke Flügel sind Papst Urban I. und der Bischof Ulrich von Augsburg dargestellt, während auf dem Rechten das Martyrium des heiligen Andreas zu sehen ist. Die Außenseiten der Flügel schmücken links Papst (Cornelius?) und der Heilige Gereon und rechts der Heilige Georg und Gregorius Maurus. Die Figur der Rosenkranzmadonna am rechten Vierungspfeiler stammt aus dem ehemaligen Dominikanerkloster und wurde vom Apostolischen Nuntius anlässlich der Gründung der Erzbruderschaft (Rosenkranzbruderschaft) im Jahr 1475 gestiftet. Sie ist eine der ersten figürlichen Darstellungen des Rosenkranzmotivs und eine kölnische Arbeit. Maria trägt das segnende Jesuskind, das die Weltkugel in der Hand hält. Die Farbfassung sowie die silbernen Kronen und das Zepter aus dem Kirchenschatz sind neuzeitlich.
In der Vorhalle steht der sogenannte Blutbrunnen der Heiligen Ursula, ein steinernes Reliquienbehältnis des frühen 16. Jahrhunderts aus dem Makkabäerkloster am Eigelstein. 

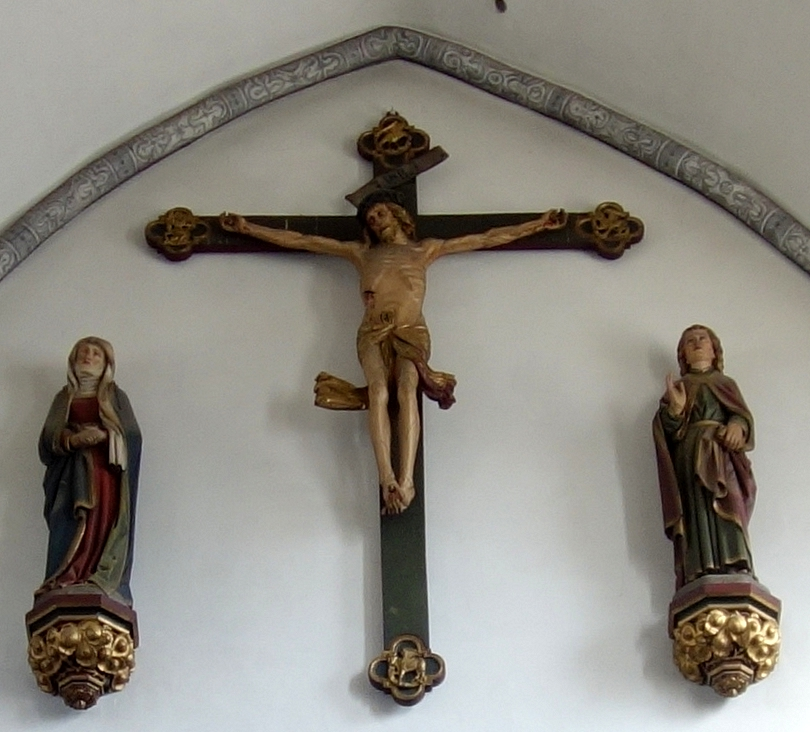
Kreuzigungsgruppe am Triumphbogen (um 1500)
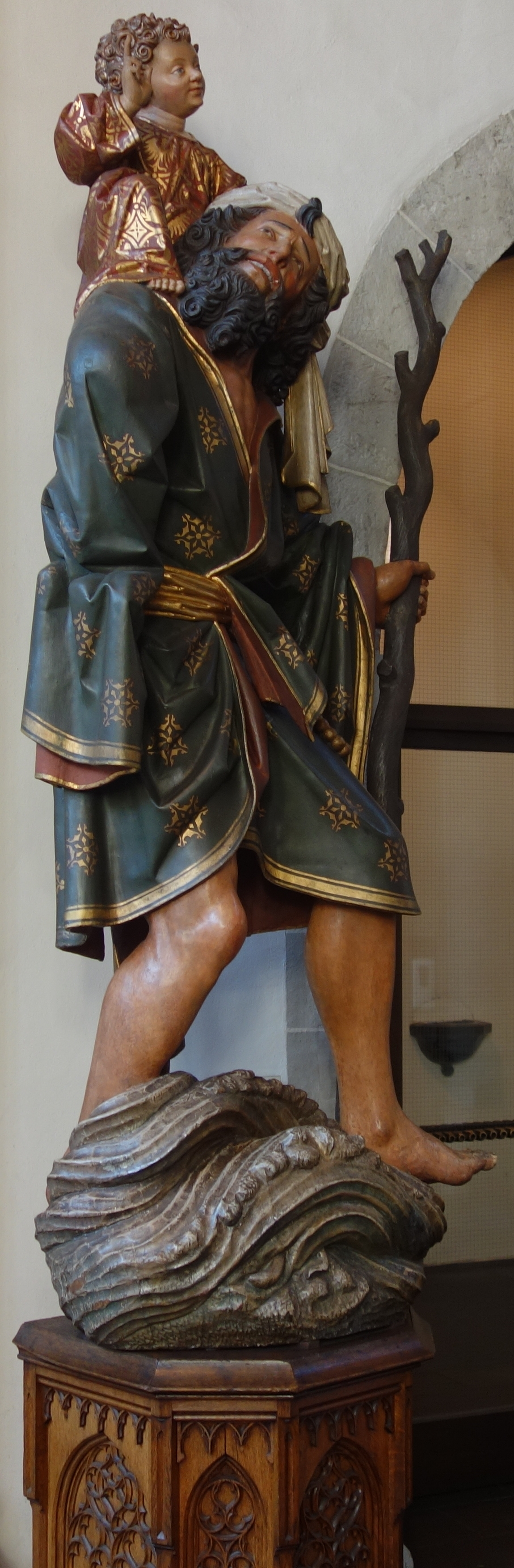
Christophorus-Statue (um 1500)
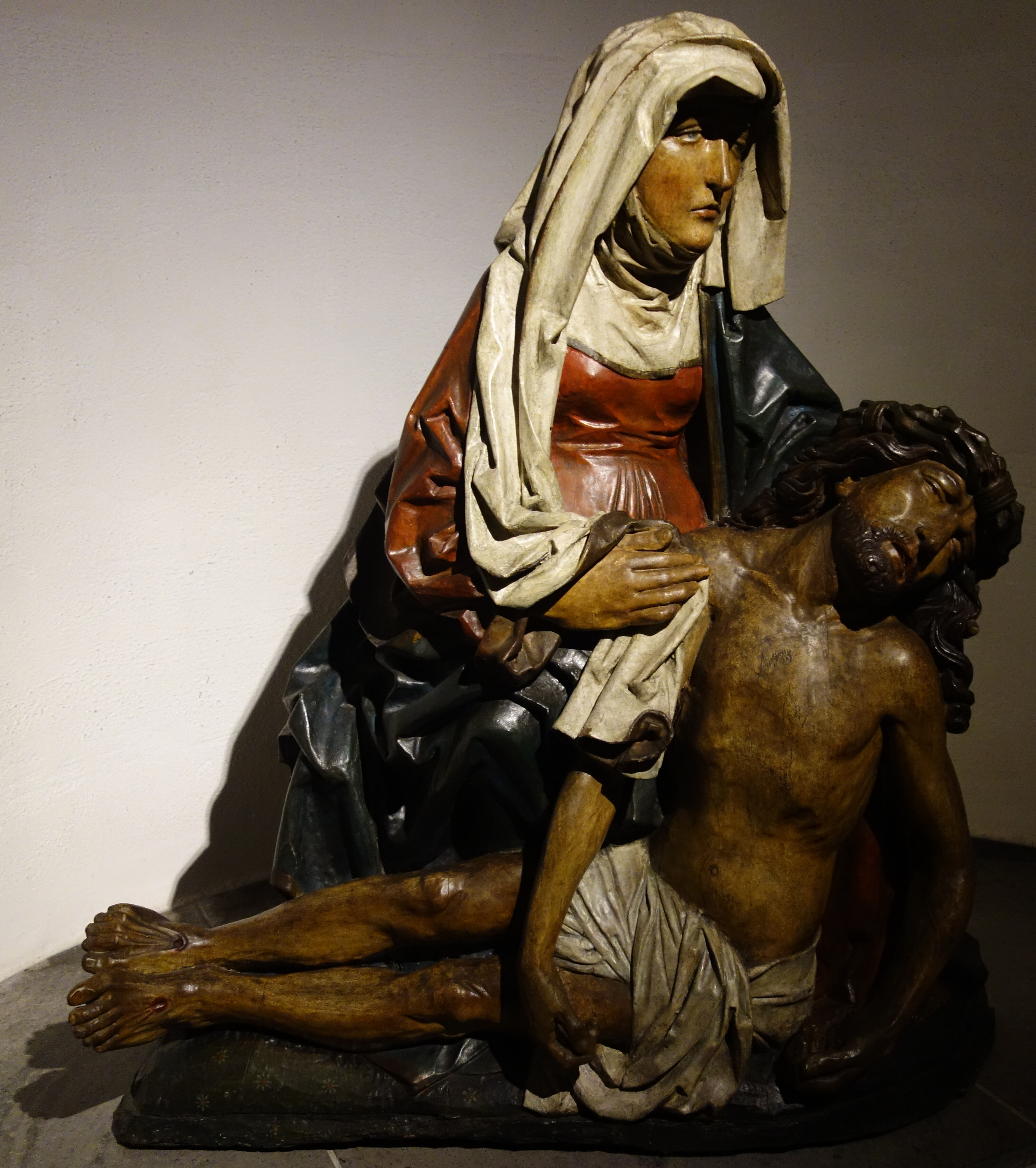
Pieta in der Krypta
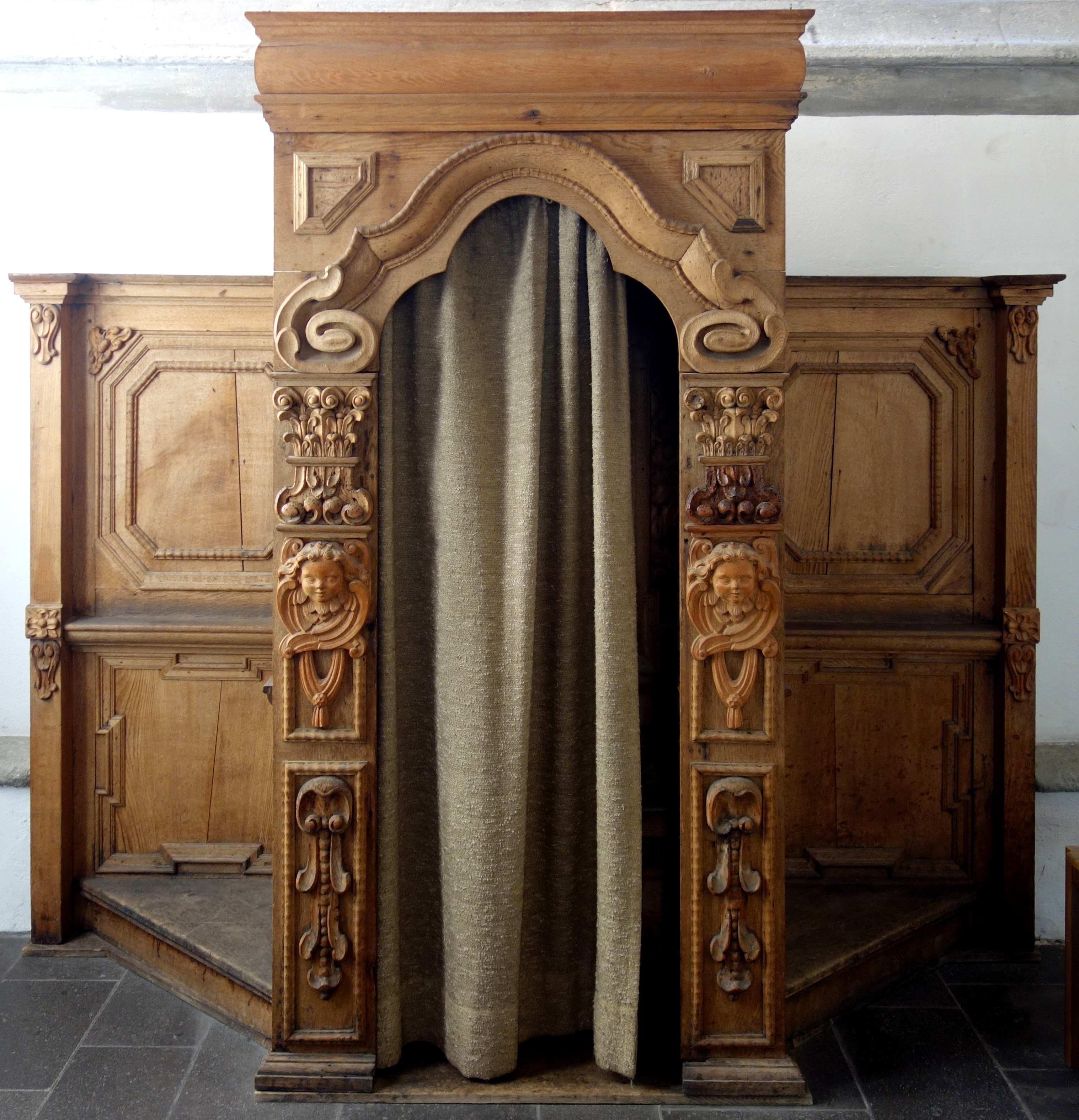
Beichtstuhl
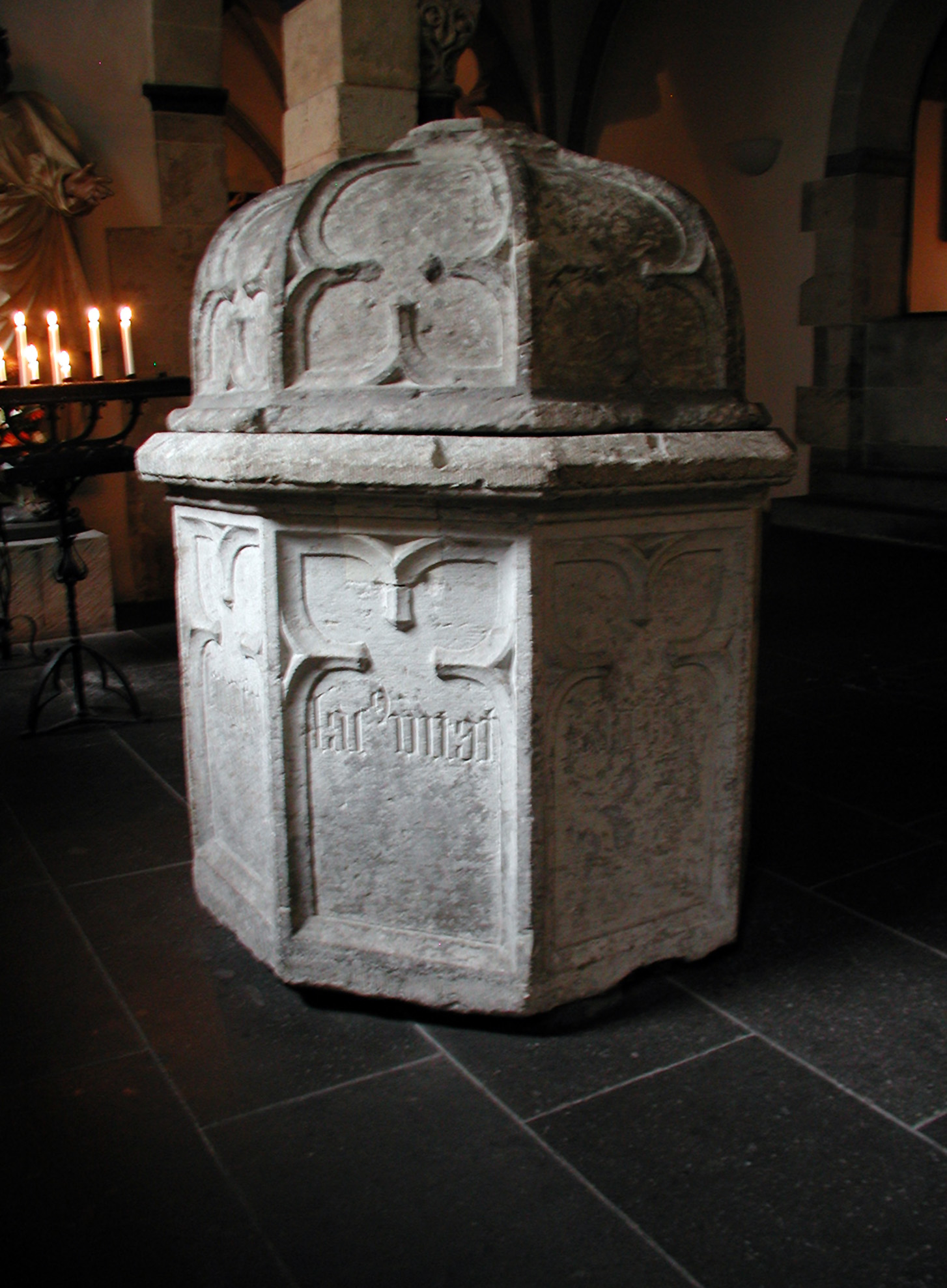
„Blutbrunnen“ der hl. Ursula
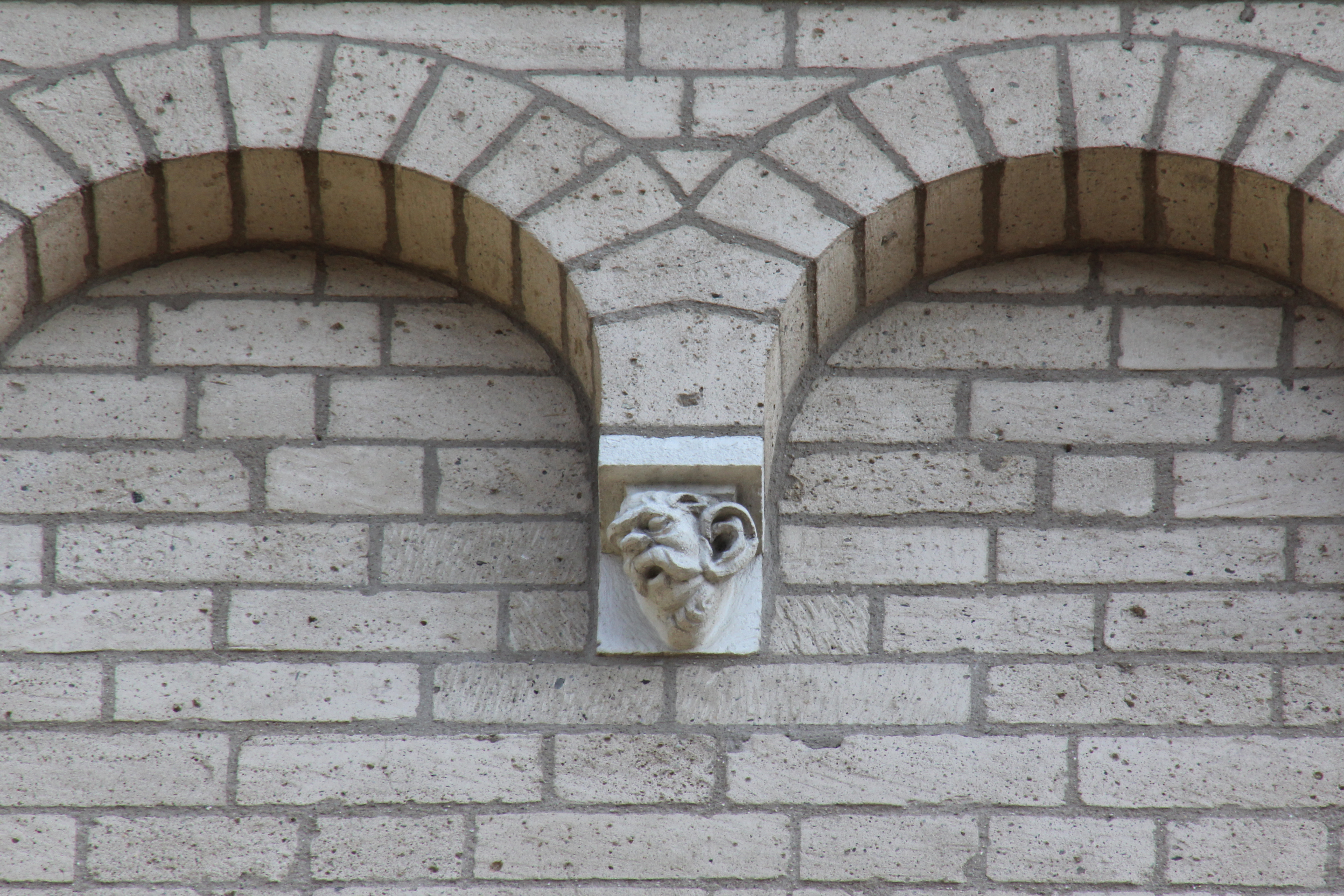
Bismarck-Kopf an der Westfassade aus der Zeit des Kulturkampfs
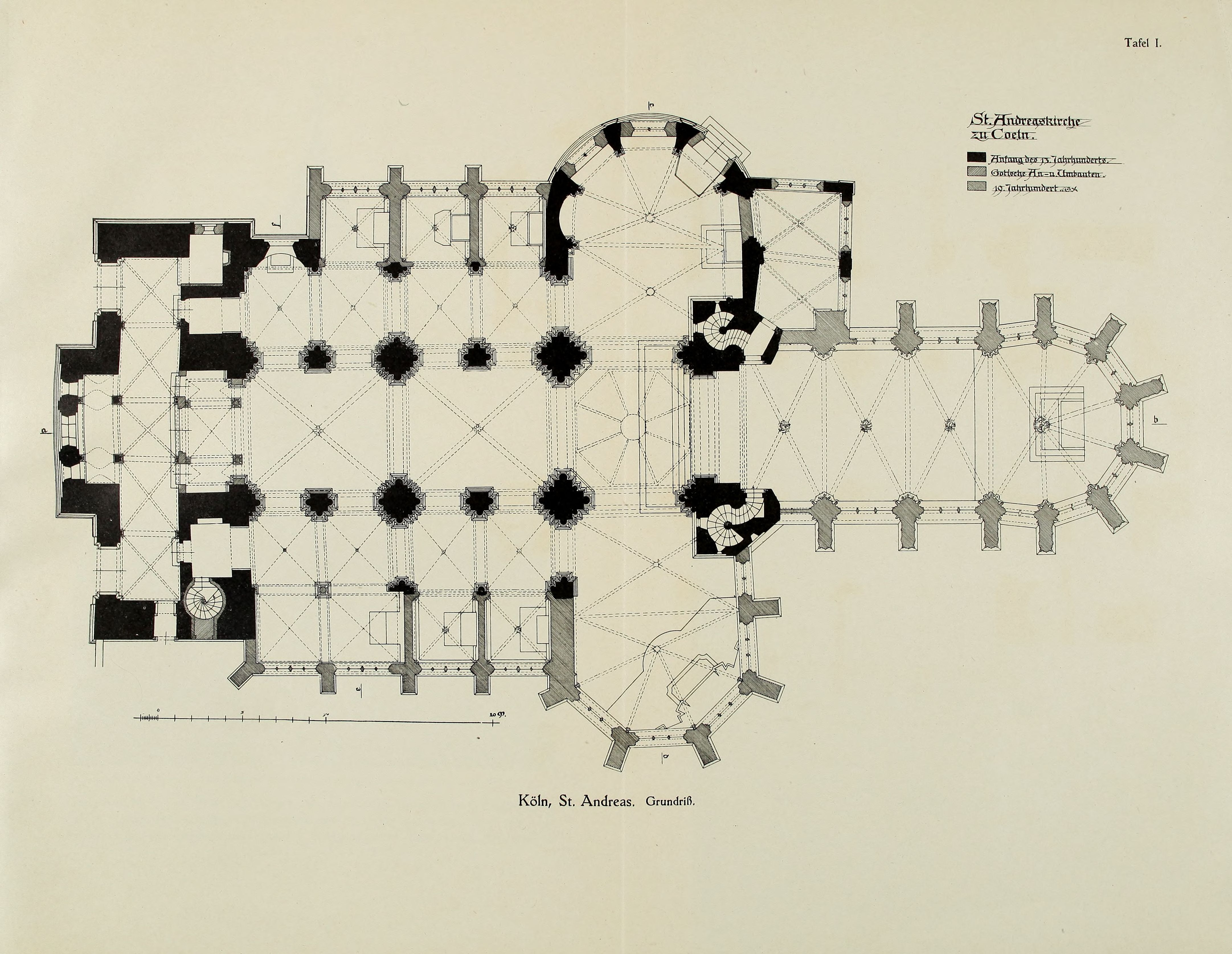
Grundriss
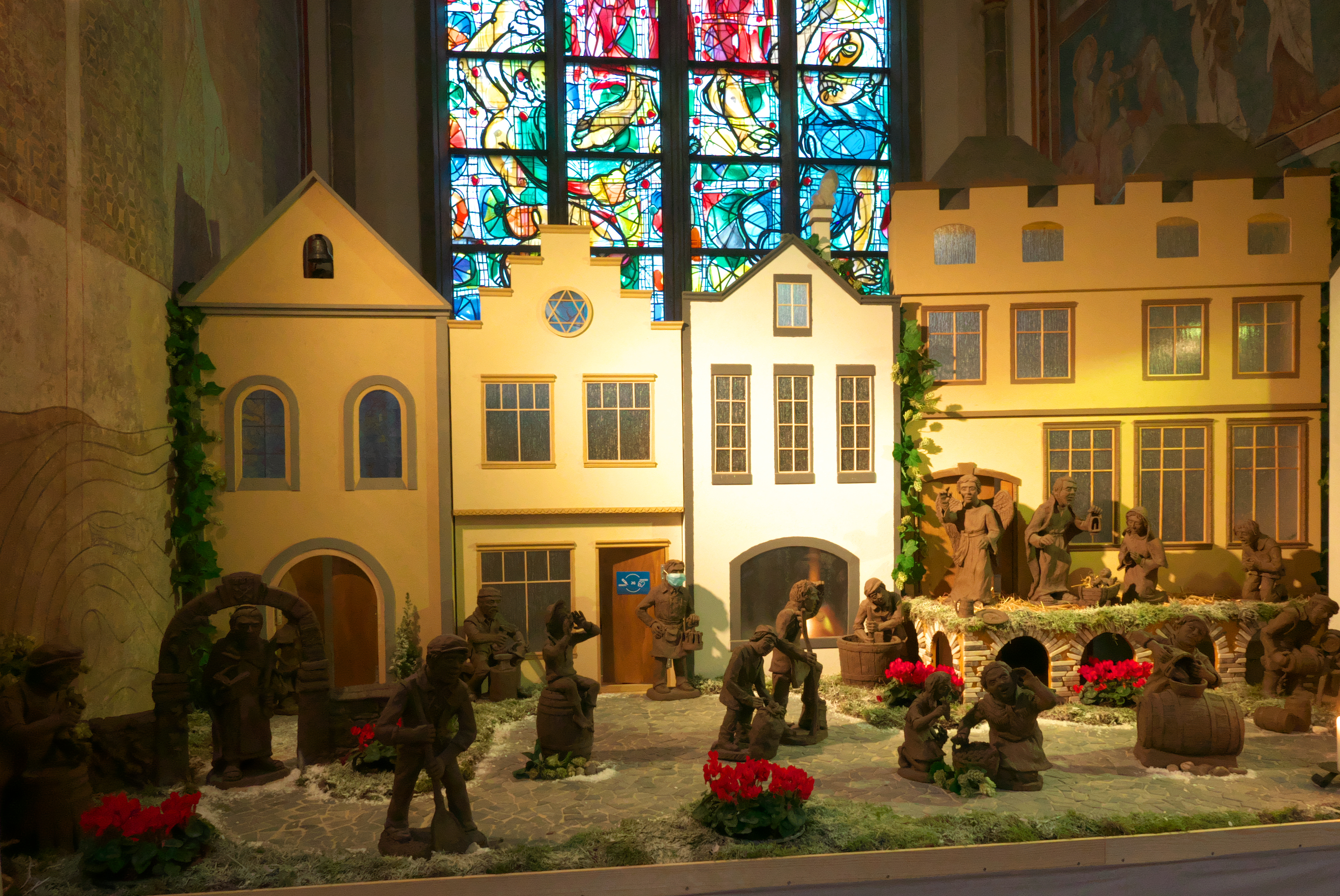
Brauerkrippe Winter 2021/22
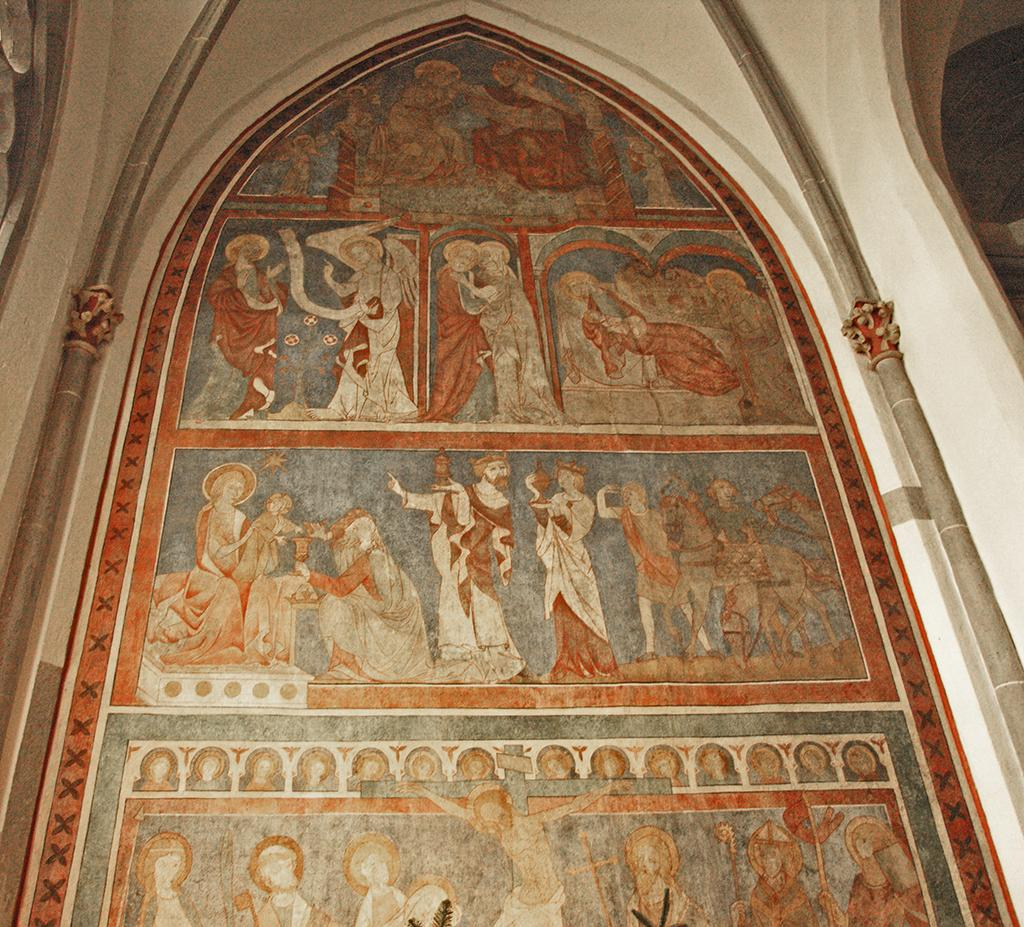
Wandmalerei, Hl. Drei Könige
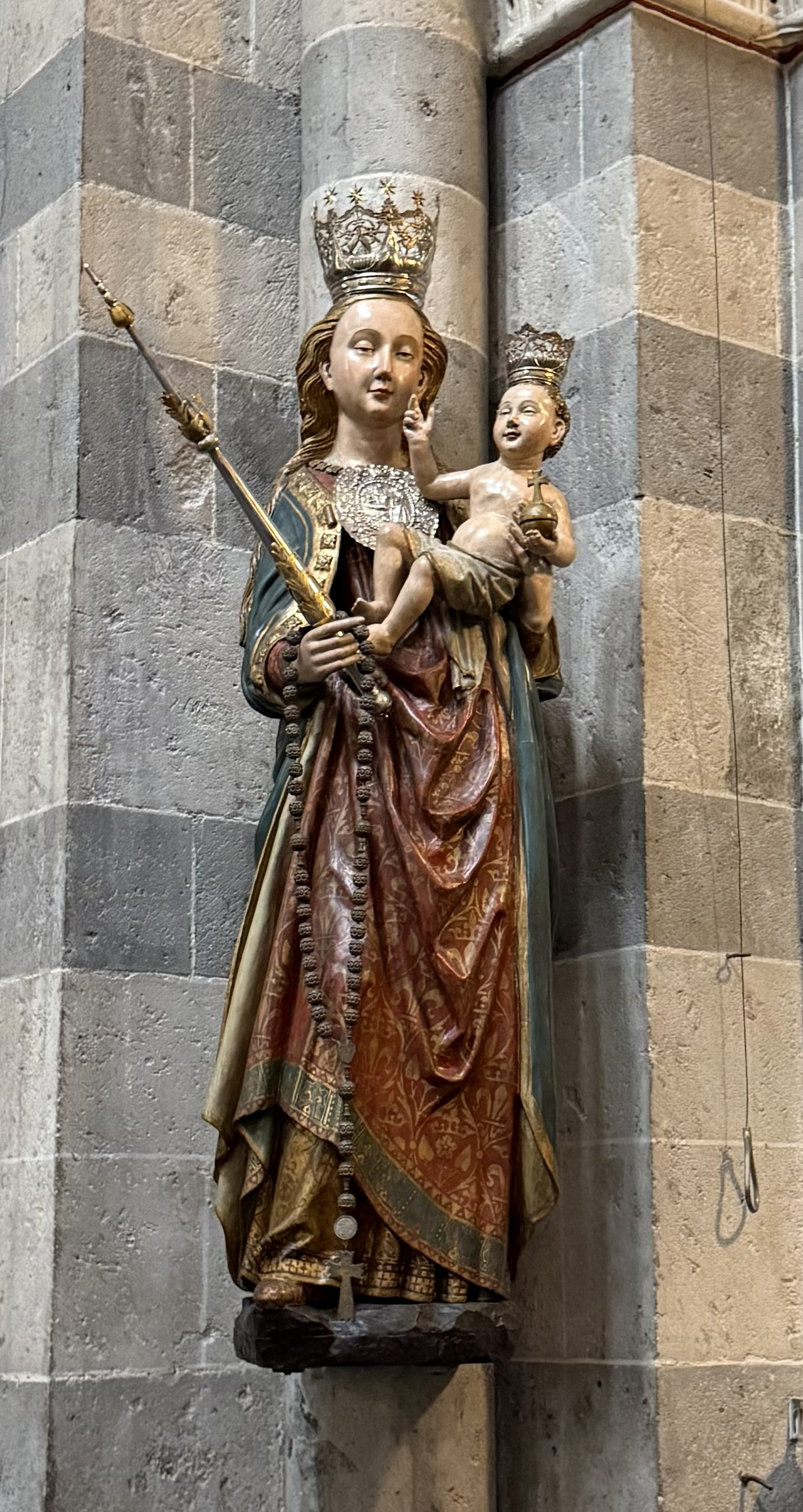
Rosenkranzmadonna von 1475
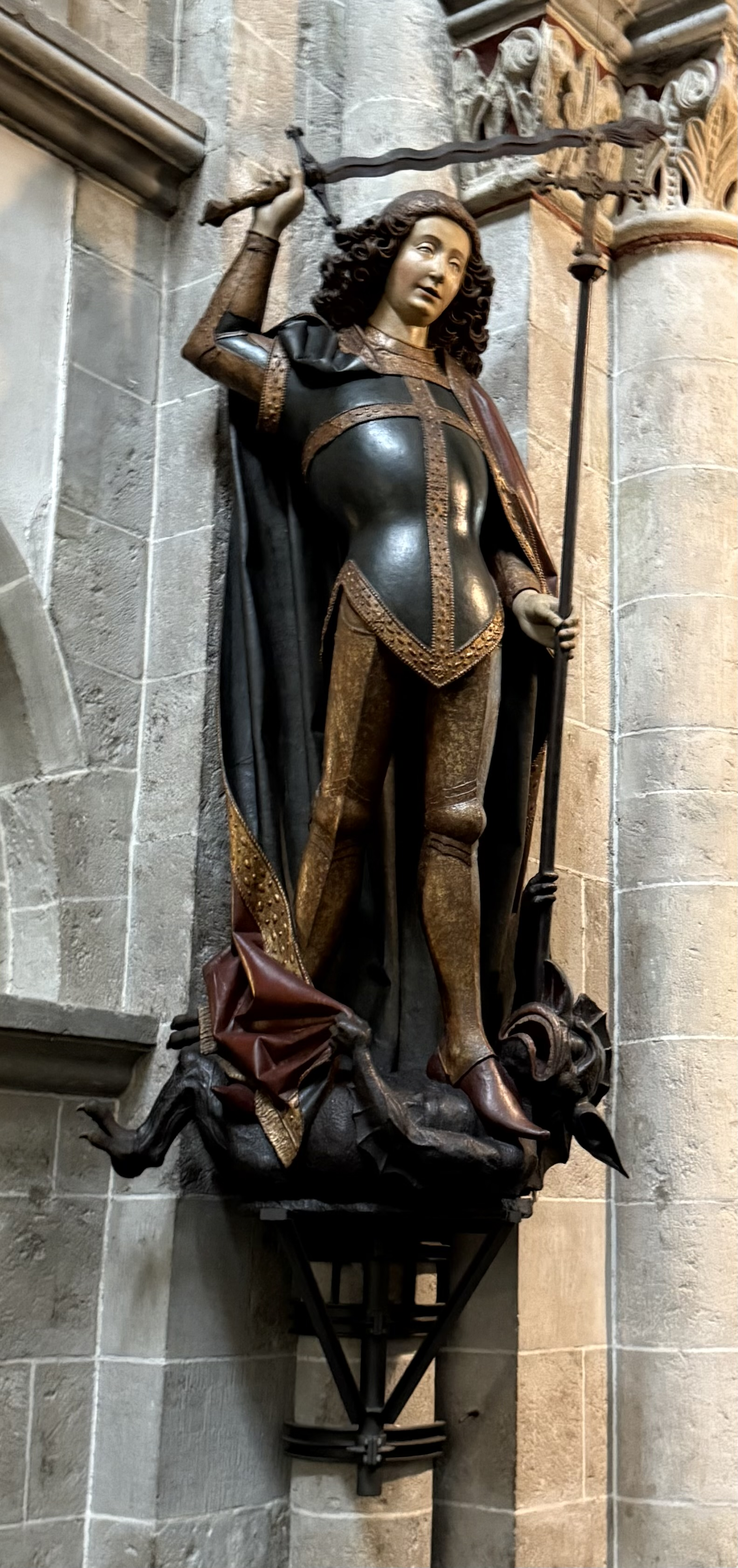
Erzengel Michael von Meister Tillmann

### Makkabäerschrein

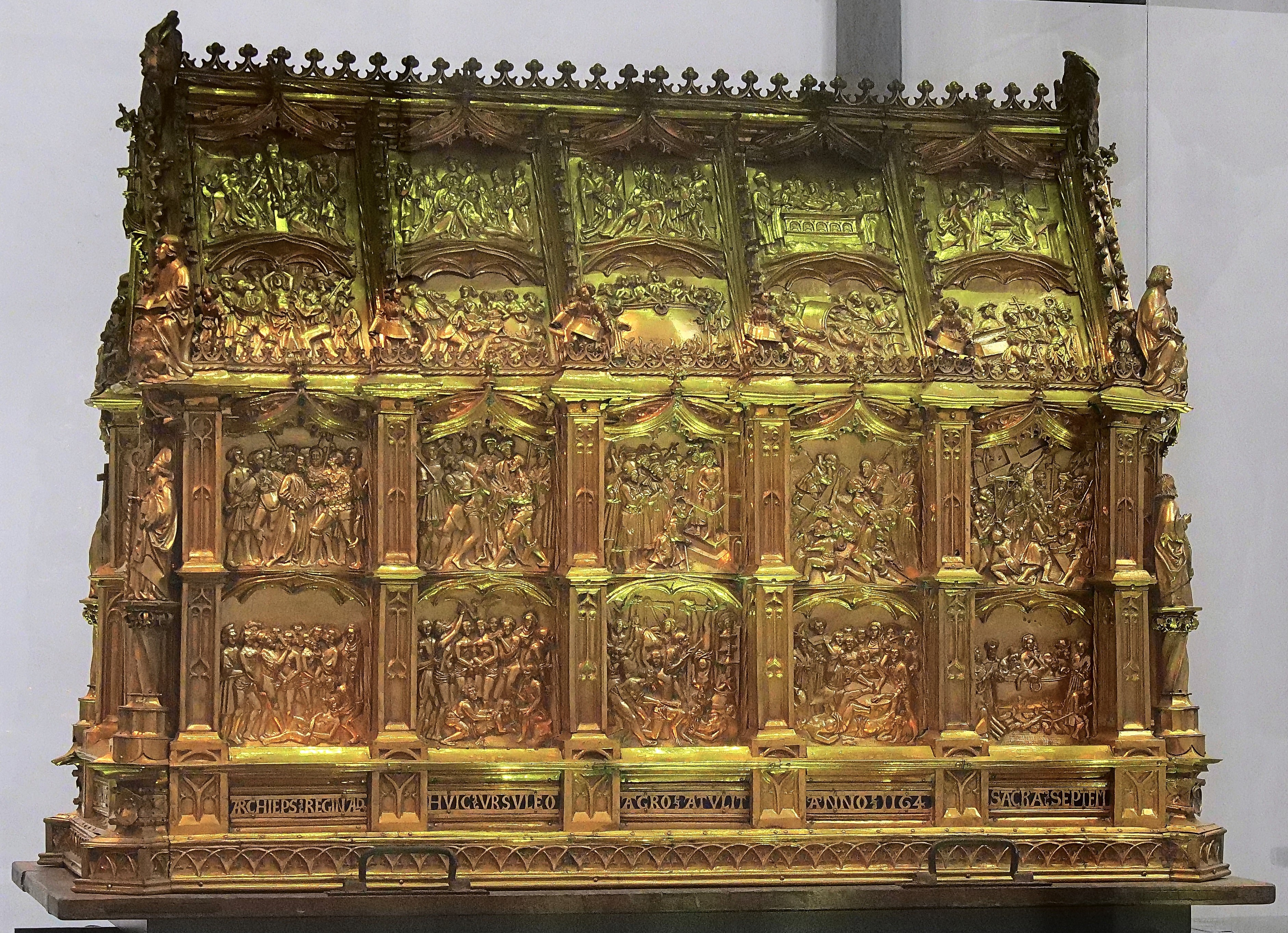
Makkabäerschrein (2019)

Im Jahr 1803 gelangten der spätgotische „Machabäerschrein“ von 1520–27 und der zugehörige barocke „Machabäeraltar“ (heute in St. Maria in der Kupfergasse) infolge der Säkularisation in die Andreaskirche. Der Schrein birgt die Hauptreliquie des ehem. „Benediktinerinnenklosters zu den Hll. Machabäern“, das Anfang des 19. Jh. aufgehoben und abgerissen wurde. Die Gebeine, aufgefunden im Heiligen Land durch die Heilige Helena im 3. Jh., gelangten durch den Erzbischof Rainald von Dassel 1164 zusammen mit den Reliquien der Heiligen Drei Könige von Mailand nach Köln. Das südliche Querhaus der Andreaskirche wird heute nach dem dort aufgestellten Schrein „Machabäer-Chor“ genannt. Bei den sieben machabäischen Brüdern und ihrer Mutter, deren Reliquien im Schrein ruhen, handelt es sich um alttestamentliche jüdische Märtyrer, deren Zeugnis im 2. Buch der Machabäer detailreich beschrieben ist. Auf dem äußerst prunkvollen Schrein ist dieses Martyrium in allen Einzelheiten drastisch dargestellt, zum Beispiel durch die Geißelung der Makkabäerbrüder sowie Christus. Typologisch wird dem Martyrium der Machabäer jeweils eine Szene aus der Passion Christi gegenübergestellt. Das Leiden der alttestamentlichen Blutzeugen wurde als Vorausbild des Leidens Christi verstanden, woraus die christliche Verehrung dieser jüdischen Heiligen resultiert. Vergoldete Kupferplatten bilden diesen Makkabäerschrein, der der Überlieferung nach Reliquien der sieben heiligen Makkabäerbrüder und ihrer Mutter Salome (2 Makk 7 ) beinhalten soll. Auf den rund 40 Reliefs sind Szenen aus dem Martyrium der Makkabäer und ihrer Mutter Salome zu erkennen. An den Ecken des Daches sind die vier Evangelisten in zeitgenössischer Humanisten-Tracht dargestellt: Matthäus, Johannes, Lukas und Markus. An den Eckpfeilern sind figürliche Darstellungen von Christus, Helena, Maria und einem Priester zu finden. Schöpfer dieses Schreines war der Goldschmied Peter Hanemann.

### Historistische Ausstattung
Die historistische Ausstattung der Andreaskirche ist heute in wesentlichen Teilen verloren. Dies gilt insbesondere für die Hochaltäre, so für den 1854/76 umgebauten Barockaltar, den Altaraufbau von 1897–1899 und das Hochaltarretabel von um 1918, das von einer Reihe regionaler Künstler um Carl Rüdell und Alexander Iven geschaffen wurde. Der Albertus-Magnus-Altar, der 1859 unter Verwendung eines spätgotischen Schreins und einer Figur des Thomas von Aquin aus dem 18. Jahrhundert nach Entwürfen von Vincenz Statz in der Werkstatt der Gebrüder Heinrich Josef und Johann Bong angefertigt worden war, ist ebenfalls nicht als Ensemble erhalten; auch ein Muttergottesaltar (1892 genehmigt), ein Dominikus-Altar (um 1876) und der Altar der schmerzhaften Mutter (1912) sind heute verschollen. Einzig aus dem Josephsaltar (1895/1900) ist mit der Josephsfigur von Otto Mengelberg ein Zeuge des einst reichen Innenraums vor der Kriegszerstörung erhalten.

## Jüngere Ausstattung

### Innen

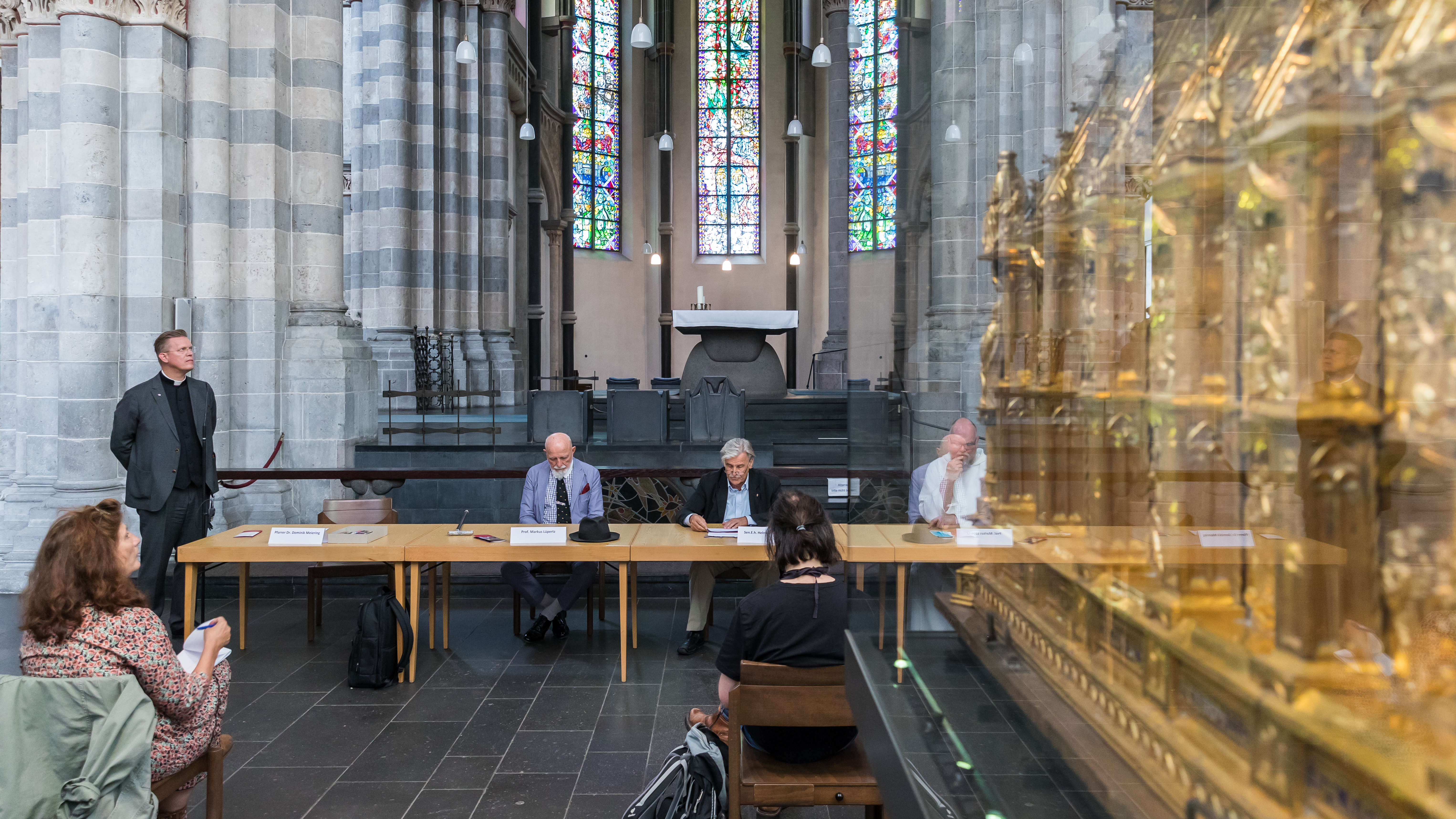
Vorstellung der ersten Fenster, mit Künstler und Makabäerschrein

- Vorstellung der ersten Fenster, mit Künstler und MakabäerschreinEingangstor mit BronzetürLüpertzfenster: Die Verkündigung Albertus-Magnus-Fenster

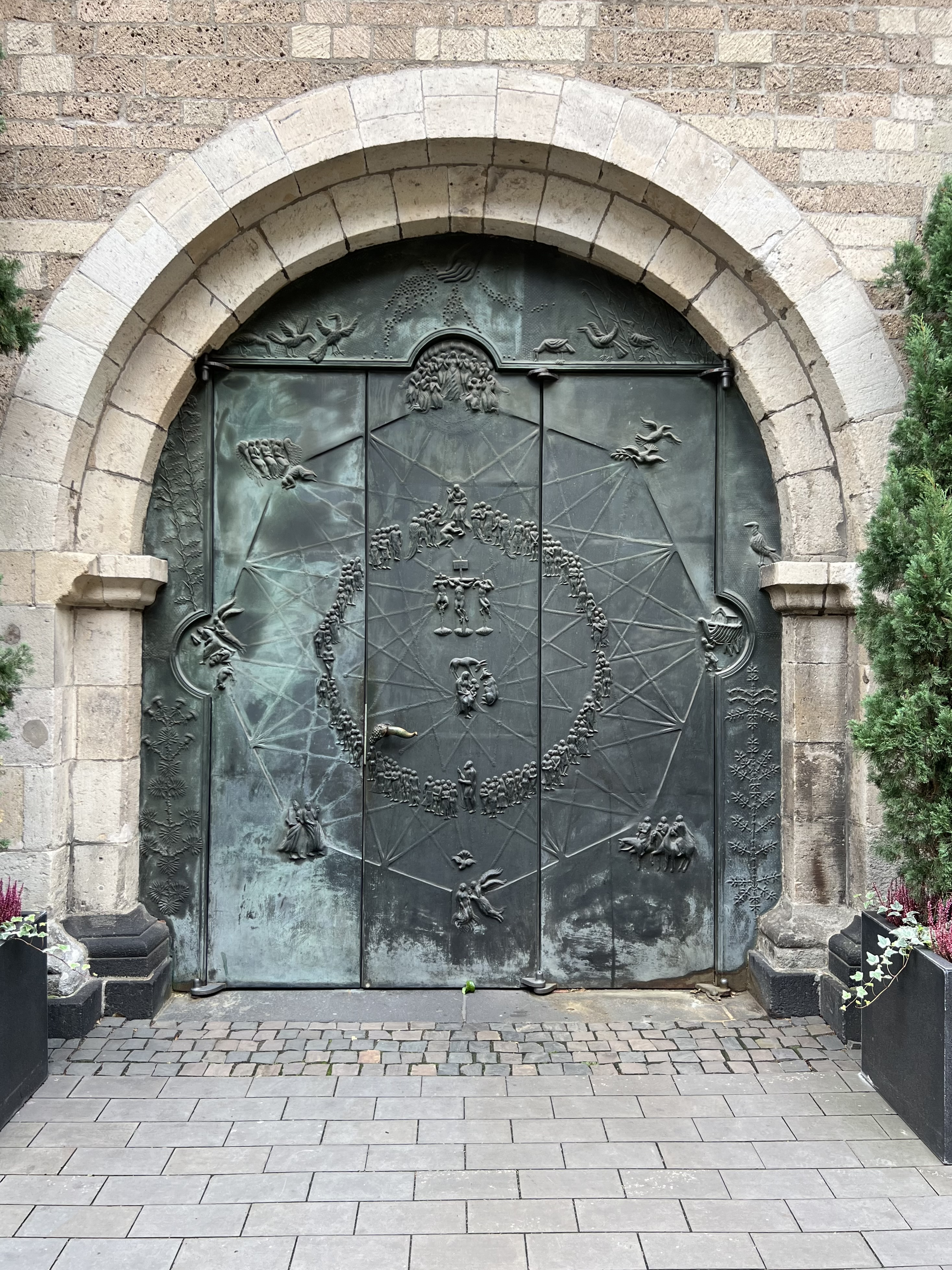
Eingangstor mit Bronzetür

Lüpertzfenster: Die Verkündigung

Das von Wilhelm Ruppert jr. 1956 gestiftete Fenster wurde 1954 vom Glasmaler Jakobus Melchior geschaffen und zeigt Episoden aus dem Leben des heiligen Albertus. Es wurde 2006 zu Gunsten der Lüpertz-Fenster entfernt.
- Der Fensterzyklus von Markus Lüpertz im Nord- und Südquerarm

In den 1990er Jahren reifte die Überlegung, den Künstler Markus Lüpertz neue Fenster für die im Krieg zerstörten und durch weißes Glas ersetzten Fenster in St. Andreas entwerfen zu lassen. Das erste Fenster wurde im Dezember 2005 im Makkabäerchor eingesetzt. 2007 wurden zwei weitere Fenster eingeweiht. Sie zeigen unter anderem den Leidenswegs Christi, das Martyrium der alttestamentlichen Makkabäer, Lehrsätze von Albertus Magnus und den Künstler in Teufelsgestalt. Insgesamt wurden bis 2010 zwölf Fenster durch den Künstler gestaltet. Bis Ende 2008 war der südliche Makkabäerchor fertig, im Sommer 2010 der nördliche Marienchor. Die Fenster kosteten insgesamt über 1.000.000 Euro, ein Segment 4.800 Euro; sie wurden vollständig durch Spenden über den Förderverein Romanische Kirchen Köln finanziert. Seit 2020 wurden bereits das Peter von Mailand-Fenster, das Joseph-Fenster und das Tauf-Fenster neugestaltet. 2023 wurden 2 weitere Fenster eingesetzt: Das Auferstehungsfenster und das Verkündigungsfenster.
- Das Bronzeportal wurde 1962 von dem Limburger Bildhauer Karl Matthäus Winter geschaffen.

### Außen
- Wetterfahne auf dem Vierungsturm von Elmar Hillebrand.[19]
- Bismarck-Kopf an der Westfassade[20]

## Maße
- Innere Gesamtlänge: 62 m
- Gesamtbreite des Langhauses: 27,5 m
- Lichte Weite des Mittelschiffs: 7,35 m
- Lichte Weite der Seitenschiffe: 4,90 m
- Höhe des Mittelschiffgewölbes: 17,50 m
- Höhe der Kuppel: 16,80 m
- Turmhöhe: 50 m

## Orgeln

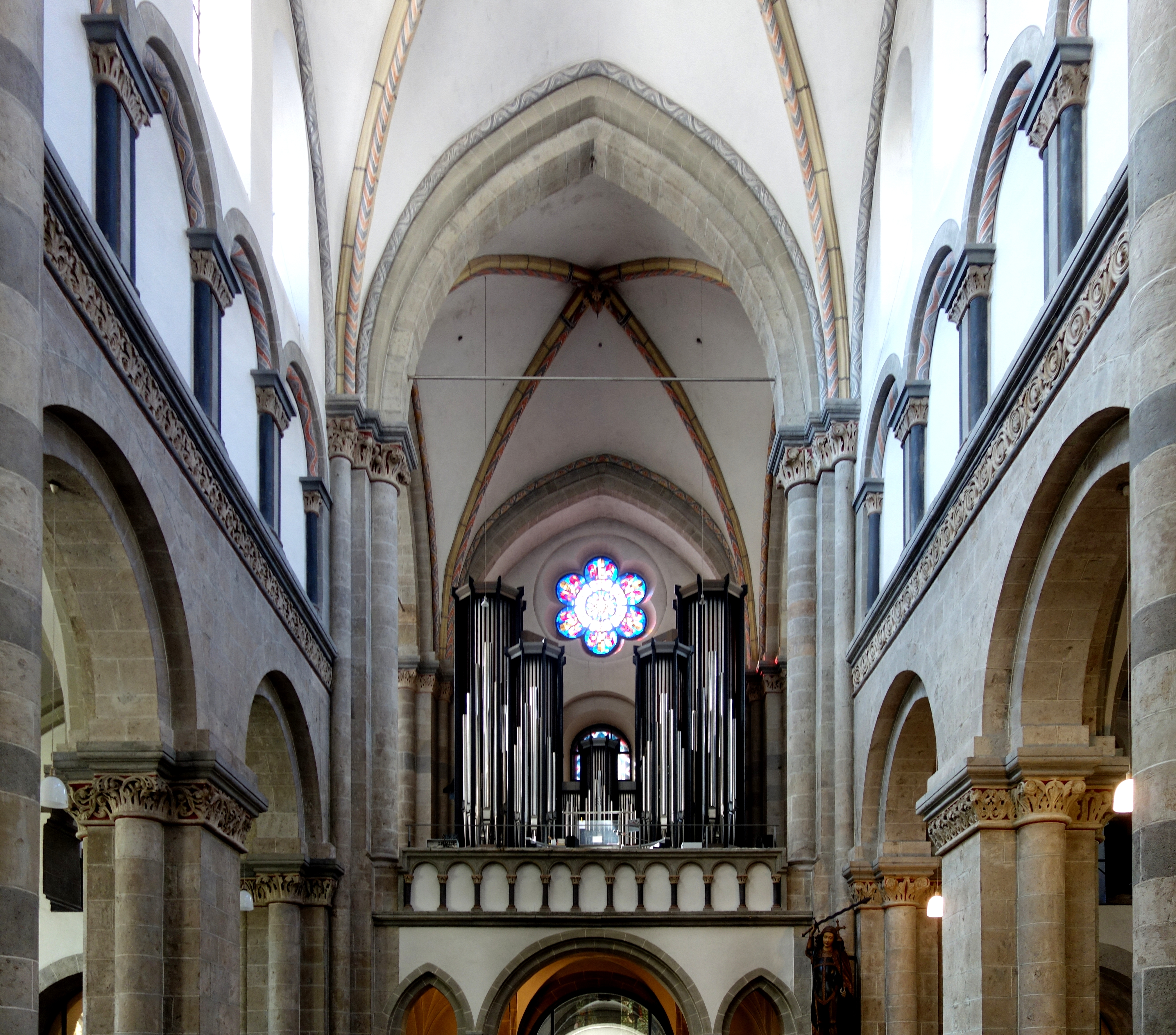
Blick auf die Hauptorgel

Die Hauptorgel wurde 1995 von Gert Weyland (Opladen) nach einem Dispositionsentwurf des damaligen Kölner Domorganisten Clemens Ganz erbaut. Das Instrument hat insgesamt 45 Register, darunter 2 Gruppenzüge (Nr. 20 und 33). Die Spieltrakturen und Koppeltrakturen sind mechanisch, die Registertraktur ist elektrisch.
| I Hauptwerk C–g3 |                    |     |
| 1.               | Praestant          | 16′ |
| 2.               | Prinzipal          | 08′ |
| 3.               | Rohrflöte          | 08′ |
| 4.               | Flûte harmonique 0 | 08′ |
| 5.               | Oktave             | 04′ |
| 6.               | Copula             | 04′ |
| 7.               | Superoktave        | 02′ |
| 8.               | Cornett V (ab f0)  | 08′ |
| 9.               | Mixtur IV-V        | 02′ |
| 10.              | Trompete           | 08′ |
|                  | Tremulant          |     |

| II Positiv C–g3 (schwellbar) |                    |        |
| 11.                          | Holzflöte          | 8′     |
| 12.                          | Salicional         | 8′     |
| 13.                          | Prinzipal          | 4′     |
| 14.                          | Nachthorn          | 4′     |
| 15.                          | Quinte             | 2 ⁄3′  |
| 16.                          | Schwegel           | 2′     |
| 17.                          | Terz               | 1 3⁄5′ |
| 18.                          | Quinte             | 1 ⁄3′  |
| 19.                          | Piccolo            | 1′     |
| 20.                          | Tintinabulum III 0 | 4′     |
| 21.                          | Cromorne           | 8′     |
| 22.                          | Voix humaine       | 8′     |
|                              | Tremulant          |        |

| III Schwellwerk C–g3 |                   |         |
| 23.                  | Bourdon           | 16′     |
| 24.                  | Bordun            | 08′     |
| 25.                  | Gambe             | 08′     |
| 26.                  | Unda maris        | 08′     |
| 27.                  | Fugara            | 04′     |
| 28.                  | Flûte traversière | 04′     |
| 29.                  | Nasard            | 02 ⁄3′  |
| 30.                  | Flageolett        | 02′     |
| 31.                  | Tierce            | 01 3⁄5′ |
| 32.                  | Plein Jeu IV-V    | 02 ⁄3′  |
| 33.                  | Cornett V         | 08′     |
| 34.                  | Basson            | 16′     |
| 35.                  | Trompette         | 08′     |
| 36.                  | Hautbois          | 08′     |
| 37.                  | Clairon           | 04′     |
|                      | Tremulant         |         |

| Pedal C–f1 |                 |     |
| 38.        | Untersatz       | 32′ |
| 39.        | Prinzipalbass 0 | 16′ |
| 40.        | Subbass         | 16′ |
| 41.        | Oktavbass       | 08′ |
| 42.        | Tibia           | 08′ |
| 43.        | Tenoroktave     | 04′ |
| 44.        | Posaune         | 16′ |
| 45.        | Trompete        | 08′ |

- Koppeln:
  - Normalkoppeln: II/I, III/I III/II, I/P, II/P, III/P
  - Superoktavkoppeln: III/I (ausgebaut), III/P
- Spielhilfen: 2 programmierbare Crescendi, 2304 Setzerkombinationen, Sequenzer
- Effektregister: Nachtigall
- Anmerkungen:

1. ↑  Gruppenzug der Register Nr. 13, 18 und 19.
2. ↑  Gruppenzug aus Registern des Schwellwerkes.

Außerdem stehen zwei kleinere Orgeln in St. Andreas. Im Hochchor steht eine Truhenorgel von Gert Weyland (Opladen); das Instrument hat 5 Register auf einem Manual (Gedackt 8′, Rohrflöte 4′, Quinte 2 2⁄3′, Schwegel 2′, Terz (nur Diskant) 1 3⁄5′) und eine Transponier-Vorrichtung.
Seit 2005 steht in der Krypta ein Positiv von der Orgelbaufirma Willi Peter (Köln); es war für die evangelische Thomaskirche in Köln gebaut worden und hat ebenfalls 5 Register auf einem Manual (Gedeckt 8′, Rohrflöte 4′, Prinzipal 2′, Quinte 1 1⁄3′, Mixtur); mittels Plexiglas-Jalousien ist es schwellbar.
Kantor und Organist ist seit 1994 Christoph Kuhlmann.

## Glocken

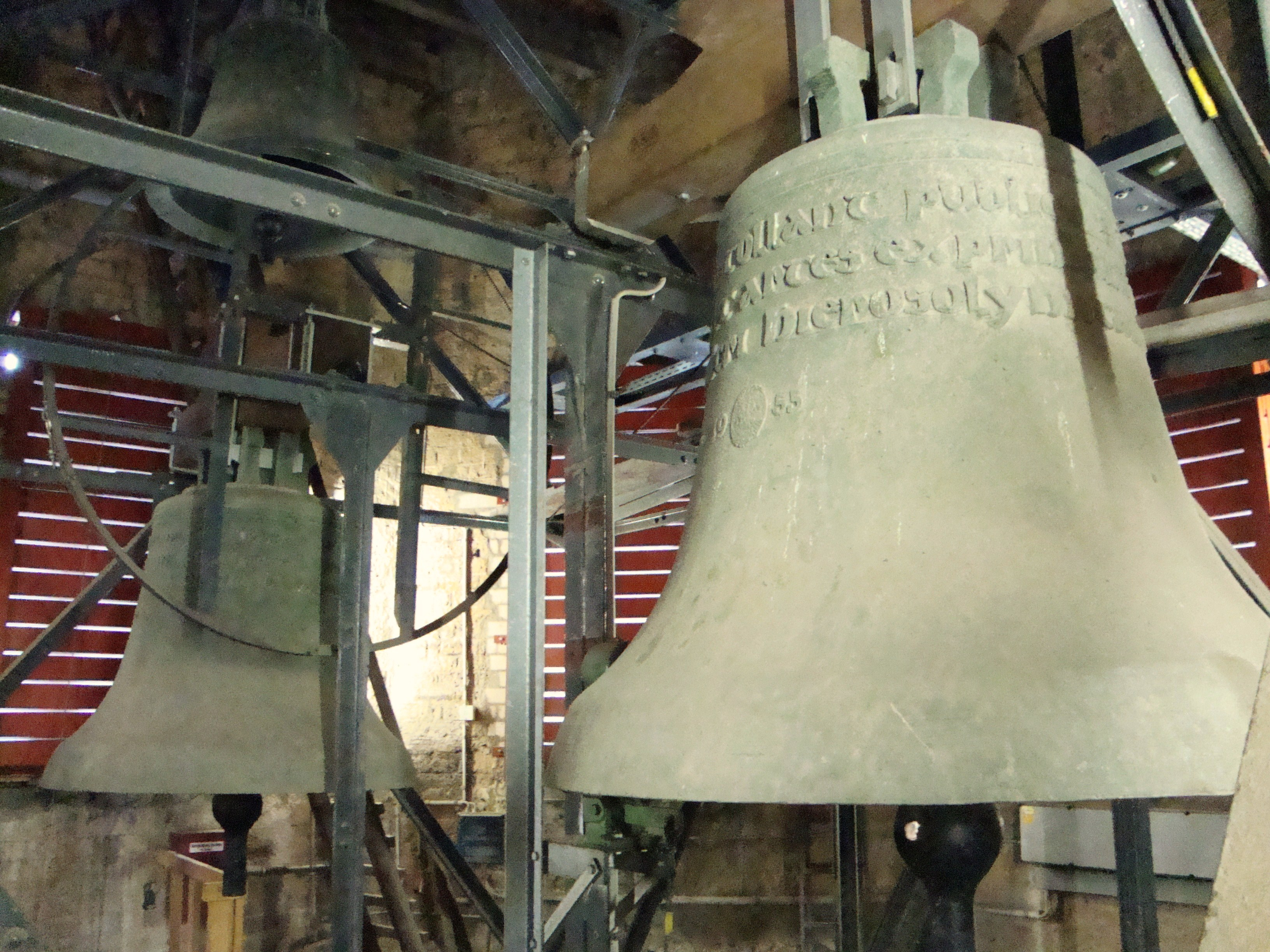
Glockenstube (2009)

Die vier Kirchenglocken wurden 1955 von Hans Hüesker (Petit & Gebr. Edelbrock) in Gescher gegossen. Sie hängen in einem zweistöckigen Stahlglockenstuhl an Holzjochen im Vierungsturm. Die Geläutedisposition ergibt einen dorischen Tetrachord.
| Nr. | Name            | Durchmesser (mm) | Masse (kg, ca.) | Schlagton (HT-1/16) | Inschrift |
| --- | --------------- | ---------------- | --------------- | ------------------- | --- |
| 1   | Albertus Magnus | 1.389            | 1.700           | d1 +2               | „O clara lux Coloniae! Alberte doctor optime Thomae magister inclytae. Hymni tributu suscipe Colonia Agrippina“                                     |
| 2   | Heilig Grab     | 1.224            | 1.100           | e1 +3               | „Te nationum praesides. Honore tollant publico. Colant magistri judices. Leges et artes exprimant. Ordo exquestis Sancti Sepulcri hierosolymnitani“ |
| 3   | Maria           | 1.155            | 900             | f1 +2               | „Venite gentes carpite. Ex his rosas mysteriis et pulchri amoris inclytae. Matri coronas nectite devotae tibi Agrippinenses“                        |
| 4   | Andreas         | 1.025            | 670             | g1 +3               | „Andrea Christi famulo. Digni die apostolo germano fratri principis. Passionique socio parochia ad Sanctum Andream“                                 |

Das Läutemotiv der vier Glocken ist Tui sunt caeli („Dein sind die Himmel“, Offertorium der Missa in die an Weihnachten, e d-e-d e e-f-g-f-e-f-e-d f-d-e-f-e)
Die Läuteordnung differenziert zwischen den einzelnen Zeiten im Kirchenjahr. Sie unterscheidet Werktage von Sonntagen und diese von Hochfesten. Zur Mittagsandacht besorgt die kleine Glocke 4 ein Vorläuten 30 Minuten vor Beginn. Die übrigen Einzelglocken und Teilgeläute sind wie folgt aufgeteilt:
| Anlass Läutebeginn: je nach Anlass 5–15 Minuten vorher        | 4 | 3 | 2 | 1 | Anlass Läutebeginn: je nach Anlass 5–15 Minuten vorher | 4 | 3 | 2 | 1 |
| ------------------------------------------------------------- | - | - | - | - | ------------------------------------------------------ | - | - | - | - |
| Adventszeit: Sonntagseinläuten und -messen                    |   | 3 | 2 |   | Osterzeit/Osteroktav: Sonntagseinläuten und -messen    | 4 | 3 | 2 | 1 |
| Werktagsmessen                                                |   | 3 |   |   | Werktagsmessen                                         | 4 | 3 | 2 |   |
| Weihnachtszeit/Weihnachtsoktav: Sonntagseinläuten und -messen | 4 | 3 | 2 | 1 | Jahreskreis: Sonntagseinläuten und -messen             | 4 | 3 | 2 |   |
| Werktagsmessen                                                | 4 | 3 | 2 |   | Werktagsmessen                                         | 4 | 3 |   |   |
| Fastenzeit: Sonntagseinläuten und -messen                     |   |   | 2 | 1 | Hochfeste: Einläuten und Messen                        | 4 | 3 | 2 | 1 |
| Werktagsmessen                                                |   |   | 2 |   | Aschermittwoch, Allerseelen, Requien                   |   |   |   | 1 |

## Förderverein
Die Kirchenmusik wird ideell und finanziell unterstützt durch den Verein der Freunde und Förderer der Kirchenmusik an St. Andreas.